# Coupe du monde d'échecs 2009
Navigation
Édition précédente Coupe du monde d'échecs 2011
La coupe du monde d'échecs 2009 est la cinquième coupe du monde d'échecs organisée sous l'égide de la Fédération internationale des échecs, C'est un tournoi d'échecs individuel par élimination directe à 128 participants joué entre le 20 novembre 2009 et le 14 décembre 2009 dans la ville russe de Khanty-Mansiïsk. Le vainqueur de cette coupe, Boris Guelfand, est qualifié comme candidat pour le championnat du monde d'échecs 2012.

## Format
Le règlement indique que chaque match est joué en deux parties, une par jour, sauf le dernier tour qui en compte quatre. La cadence est de 90 minutes pour 40 coups puis 30 minutes pour le reste de la partie, avec un incrément de 30 secondes par coup dès le premier coup. Si un match se conclut par une égalité, un match de départage se déroule le lendemain. Ce match consiste en quatre parties rapides à la cadence de 25 minutes avec un incrément de 10 secondes par coup. Si ce match de départage se solde par une égalité, un nouveau match est joué en deux parties de blitz à la cadence de 5 minutes avec un incrément de 3 secondes par coup. En cas d'égalité, un nouveau match de deux blitz est rejoué. En cas d'égalité après cinq matches de blitz (dix parties), une seule partie est jouée selon la règle de la « mort subite », ou « Armageddon ». Les blancs ont cinq minutes, les noirs en ont quatre, un incrément de trois secondes est introduit à partir du 61e coup, et une partie nulle est suffisante aux noirs pour se qualifier.
D'après le journaliste échiquéen Mig Greengard, un officiel de haut rang de la FIDE a avoué, hors micro, que la règle inhabituelle consistant à jouer la première phase de départage en quatre parties rapides au lieu de deux est une erreur, commise en rédigeant le règlement, dont la FIDE s'est aperçue trop tard pour la corriger.
L'équipe de 9 arbitres, auxquels s'ajoutent des adjoints pour les départages des premières rondes, est dirigée par l'Arménien Ashot Vardapetian, assisté d'Abdulrahim Mahdi (Émirats arabes unis).

## Participants
Les joueurs qualifiés pour la coupe sont :
| 1. Boris Guelfand (ISR), 2758 (R) 2. Vugar Gashimov (AZE), 2758 (R) 3. Peter Svidler (RUS), 2754 (R) 4. Aleksandr Morozevitch (RUS), 2750 (R) 5. Teimour Radjabov (AZE), 2748 (R) 6. Vassili Ivantchouk (UKR), 2739 (R) 7. Ruslan Ponomariov (UKR), 2739 (R) 8. Aleksandr Grichtchouk (RUS), 2736 (R) 9. Dmitri Iakovenko (RUS), 2736 (R) 10. Wang Yue (CHN), 2734 (R) 11. Pavel Eljanov (UKR), 2729 (E09) 12. Sergueï Kariakine (UKR), 2723 (SF) 13. Shakhriyar Mamedyarov (AZE), 2719 (R) 14. Alexeï Chirov (ESP), 2719 (SF) 15. Leinier Domínguez (CUB), 2719 (R) 16. Sergei Movsesian (SVK), 2718 (E08) 17. Maxime Vachier-Lagrave (FRA), 2718 (E08) 18. Evgueni Alekseïev (RUS), 2715 (R) 19. Evgueni Tomachevski (RUS), 2708 (E09) 20. Wang Hao (CHN), 2708 (R) 21. David Navara (CZE), 2707 (E09) 22. Vladimir Malakhov (RUS), 2706 (R) 23. Étienne Bacrot (FRA), 2700 (R) 24. Sergueï Roublevski (RUS), 2697 (R) 25. Baadur Jobava (GEO), 2696 (E09) 26. Aleksandr Motylev (RUS), 2695 (E09) 27. Gata Kamsky (USA), 2695 (SF) 28. Nikita Vitiougov (RUS), 2694 (E09) 29. Viktor Bologan (MDA), 2692 (E08) 30. Arkadij Naiditsch (GER), 2689 (E09) 31. Bu Xiangzhi (CHN), 2682 (R) 32. Judit Polgár (HUN), 2680 (R) 33. Liviu-Dieter Nisipeanu (ROU), 2677 (E09) 34. Gabriel Sargissian (ARM), 2676 (E08) 35. Alexander Onischuk (USA), 2672 (Z2.1) 36. Ivan Chéparinov (BUL), 2671 (PN) 37. Zahar Efimenko (UKR), 2668 (E08) 38. Emil Sutovsky (ISR), 2666 (E08) 39. Ievgueni Naïer (RUS), 2666 (E08) 40. Sergei Tiviakov (NED), 2664 (E08) 41. Aleksandr Arechtchenko (UKR), 2664 (E09) 42. Krishnan Sasikiran (IND), 2664 (R) 43. Ilia Smirin (ISR), 2662 (E08) | 1. Vladimir Baklan (UKR), 2655 (E08) 2. Surya Ganguly (IND), 2654 (AS) 3. Alexandr Fier (BRA), 2653 (Z2.4) 4. Laurent Fressinet (FRA), 2653 (E08) 5. Georg Meier (GER), 2653 (E09) 6. Boris Gratchev (RUS), 2652 (E08) 7. Fabiano Caruana (ITA), 2652 (PN) 8. Ivan Sokolov (BIH), 2652 (E09) 9. Vadim Milov (SUI), 2652 (R) 10. Artiom Timofeïev (RUS), 2651 (E09) 11. Ernesto Inarkiev (RUS), 2645 (E09) 12. Boris Savtchenko (RUS), 2644 (E09) 13. Mikhaïl Kobalia (RUS), 2643 (E09) 14. Vladislav Tkachiev (FRA), 2642 (PN) 15. Pavel Tregoubov (RUS), 2642 (E08) 16. Wesley So (PHI), 2640 (Z3.3) 17. Julio Granda (PER), 2640 (AM09) 18. Viktor Láznička (CZE), 2637 (E08) 19. Dmitri Andreïkine (RUS), 2636 (E08) 20. Rauf Mamedov (AZE), 2634 (E09) 21. Farroukh Amonatov (TJK), 2631 (Z3.4) 22. Sergueï Volkov (RUS), 2629 (E08) 23. Zhou Jianchao (CHN), 2629 (Z3.5) 24. Tomi Nybäck (FIN), 2628 (E08) 25. Ioánnis Papaïoánnou (GRE), 2628 (E08) 26. Konstantin Sakaïev (RUS), 2626 (E09) 27. Gadir Gousseinov (AZE), 2625 (E09) 28. Varuzhan Akobian (USA), 2624 (Z2.1) 29. Le Quang Liem (VIE), 2624 (AS) 30. Chanda Sandipan (IND), 2623 (AS) 31. Yury Shulman (USA), 2623 (Z2.1) 32. Jan Gustafsson (GER), 2622 (E08) 33. Rafael Leitão (BRA), 2621 (Z2.4) 34. Parimarjan Negi (IND), 2620 (AS) 35. Sergueï Fedortchouk (UKR), 2619 (E09) 36. Lázaro Bruzón (CUB), 2619 (Z2.3) 37. Mateusz Bartel (POL), 2618 (E09) 38. Tigran L. Petrossian (ARM), 2615 (E09) 39. Sanan Siouguirov (RUS), 2612 (E09) 40. Aleksandr Khalifman (RUS), 2612 (E08) 41. Anton Filippov (UZB), 2607 (Z3.4) 42. Alexander Shabalov (USA), 2606 (AM09) 43. Jaan Ehlvest (USA), 2606 (AM08) | 1. Erwin l'Ami (NED), 2606 (E08) 2. Fidel Corrales Jiménez (CUB), 2605 (AM09) 3. Eduardo Iturrizaga (VEN), 2605 (Z2.3) 4. Ehsan Ghaem Maghami (IRN), 2603 (PN) 5. Zhou Weiqi (CHN), 2603 (AS) 6. Gilberto Milos (BRA), 2603 (AM09) 7. Youriï Kryvoroutchko (UKR), 2602 (E08) 8. Diego Flores (ARG), 2602 (AM09) 9. Li Chao (CHN), 2596 (Z3.5) 10. Constantin Lupulescu (ROU), 2591 (E09) 11. Duško Pavasovič (SVN), 2590 (E08) 12. Yannick Pelletier (SUI), 2589 (PN) 13. Hou Yifan (CHN), 2588 (AS) 14. Ahmed Adly (EGY), 2583 (J07) 15. Abhijeet Gupta (IND), 2578 (J08) 16. Rogelio Antonio (PHI), 2574 (AS) 17. Robert Hess (USA), 2572 (Z2.1) 18. Ray Robson (USA), 2567, MI (PN) 19. Iván Morovic (CHI), 2562 (Z2.5) 20. Friso Nijboer (NED), 2561 (E09) 21. Bassem Amin (EGY), 2553 (AF) 22. Darwin Laylo (PHI), 2552 (Z3.3) 23. Joshua Friedel (USA), 2551 (Z2.1) 24. Alexander Ivanov (USA), 2539 (AM09) 25. Alekseï Pridorojny (RUS), 2533, MI (ON) 26. Yu Shaoteng (CHN), 2529 (AS) 27. Yu Yangyi (CHN), 2527 (AS) 28. David Smerdon (AUS), 2525 (Z3.6) 29. Abhijit Kunte (IND), 2522 (AS) 30. Alexandra Kosteniouk (RUS), 2516 (WWC) 31. Andrés Rodríguez (URU), 2508 (Z2.5) 32. Mohamad Al Sayed (QAT), 2504 (Z3.1) 33. Nikolaï Kabanov (RUS), 2501 (ON) 34. Aimen Rizouk (ALG), 2500 (AF) 35. Sriram Jha (IND), 2497, MI (Z3.2) 36. Essam El-Gindy (EGY), 2493 (AF) 37. Alekseï Bezgodov (RUS), 2484 (ON) 38. Mohamed Ezat (EGY), 2472, MI (AF) 39. Khaled Abdel Razik (EGY), 2469, MI (AF) 40. Jean Hébert (CAN), 2420, MI (Z2.2) 41. Walaa Sarwat (EGY), 2405, MI (AF) 42. Andreï Obodtchouk (RUS), 2404, MI (ON) |

Sauf indication contraire, tous les joueurs possèdent le titre de grand maître international.
Les appariements de la première ronde, calculés en fonction du classement Elo des joueurs, ont été annoncés le 2 novembre 2009, juste après la publication du classement de novembre. Les joueurs suivants ont refusé leur invitation : Anand, Carlsen, Topalov, Aronian, Kramnik, Leko, Adams, Nakamura et Ni Hua. Aronian était déjà qualifié comme candidat, Anand et Topalov ont un match de championnat du monde à jouer dont le perdant sera qualifié comme candidat. Carlsen, Kramnik, Nakamura, Adams et Ni s'étaient engagés à participer au tournoi de Londres, du 7 décembre 2009 au 15 décembre 2009.
L'abréviation donnée pour chaque joueur indique son mode de qualification.
| - SF : demi-finaliste de la coupe du monde d'échecs 2007 - WWC : Championne du monde 2008 - J07 et J08: Champions du monde junior 2007 et 2008 - R : classement Elo (moyenne des classements de juillet 2008 et de janvier 2009) - E08 et E09: Championnats d'Europe individuels 2008 and 2009 - AM08 : Championnat panaméricain 2008 | - AM09 : Continental Absolute Chess Championship Americas 2009 - AS : Championnat d'Asie 2009 - AF : Championnat d'Afrique 2009 - Z2.1, Z2.2, Z2.3, Z2.4, Z2.5, Z3.1, Z3.2, Z3.3, Z3.4, Z3.5, Z3.6: tournois zonaux - PN : nommé par le président de la FIDE - ON : nommé par l'organisateur |

## Calendrier
| Ronde | Parties en cadence longue | Matches de départage |
| ----- | ------------------------- | -------------------- |
| 1     | 21–22 novembre            | 23 novembre          |
| 2     | 24–25 novembre            | 26 novembre          |
| 3     | 27–28 novembre            | 29 novembre          |
| 4     | 30 novembre, 1er décembre | 2 décembre           |
| 5     | 3–4 décembre              | 5 décembre           |
| 6     | 6–7 décembre              | 8 décembre           |
| 7     | 10–13 décembre            | 14 décembre          |

## Classement
Vainqueur
Boris Guelfand
Finaliste
Ruslan Ponomariov
Demi-finalistes
- Sergueï Kariakine
- Vladimir Malakhov

Quart de finalistes
- Dmitri Iakovenko
- Shakhriyar Mamedyarov
- Vugar Gashimov
- Peter Svidler

## Tableau final
|  | Quarts de finale      | Quarts de finale  |                   |     | Demi-finales | Demi-finales |  |  | Finale | Finale |
|  | Quarts de finale      | Quarts de finale  |                   |     | Demi-finales | Demi-finales |  |  | Finale | Finale |
|  |                       |                   |                   |     |              |              |  |  |        |        |
|  |                       |                   |                   |     |              |              |  |  |        |        |
|  |                       |                   |                   |     |              |              |  |  |        |        |
|  | Boris Guelfand        | 3.5               |                   |     |              |              |  |  |        |        |
|  | Boris Guelfand        | 3.5               |                   |     |              |              |  |  |        |        |
|  | Dmitri Iakovenko      | 1,5               |                   |     |              |              |  |  |        |        |
|  | Dmitri Iakovenko      | 1,5               | Boris Guelfand    | 2   |              |              |  |  |        |        |
|  |                       |                   | Boris Guelfand    | 2   |              |              |  |  |        |        |
|  |                       | Sergueï Kariakine | 0                 |     |              |              |  |  |        |        |
|  | Shakhriyar Mamedyarov | Sergueï Kariakine | 0                 | 0,5 |              |              |  |  |        |        |
|  | Shakhriyar Mamedyarov |                   |                   | 0,5 |              |              |  |  |        |        |
|  | Sergueï Kariakine     | 1,5               |                   |     |              |              |  |  |        |        |
|  | Sergueï Kariakine     | 1,5               | Boris Guelfand    | 7   |              |              |  |  |        |        |
|  |                       |                   | Boris Guelfand    | 7   |              |              |  |  |        |        |
|  |                       | Ruslan Ponomariov | 5                 |     |              |              |  |  |        |        |
|  | Vugar Gashimov        | Ruslan Ponomariov | 5                 | 1,5 |              |              |  |  |        |        |
|  | Vugar Gashimov        |                   |                   | 1,5 |              |              |  |  |        |        |
|  | Ruslan Ponomariov     | 3,5               |                   |     |              |              |  |  |        |        |
|  | Ruslan Ponomariov     | 3,5               | Ruslan Ponomariov | 4   |              |              |  |  |        |        |
|  |                       |                   | Ruslan Ponomariov | 4   |              |              |  |  |        |        |
|  |                       | Vladimir Malakhov | 2                 |     |              |              |  |  |        |        |
|  | Peter Svidler         | Vladimir Malakhov | 2                 | 0.5 |              |              |  |  |        |        |
|  | Peter Svidler         |                   |                   | 0.5 |              |              |  |  |        |        |
|  | Vladimir Malakhov     | 1,5               |                   |     |              |              |  |  |        |        |
|  | Vladimir Malakhov     | 1,5               |                   |     |              |              |  |  |        |        |

## Déroulement du tournoi

### Premier tour
Tous les favoris passent le premier tour, à l'exception de Sergei Movsessian. Des joueurs bien classés comme Emil Sutovsky, Gabriel Sargissian et Bu Xiangzhi sont aussi éliminés, de même que les plus jeunes participants : Hou Yifan, Ray Robson et Parimarjan Negi. Judit Polgár franchit cette ronde sans jouer en raison du forfait de son adversaire, Duško Pavasovič. Lors de cette ronde, le match opposant Pavel Tregoubov à Varuzhan Akobian nécessite un départage allant jusqu'au dixième blitz, à l'issue duquel Akobian est qualifié.

### Deuxième tour
Plusieurs favoris sortent de la coupe dès le deuxième tour, notamment Aleksandr Morozevitch, Teimour Radjabov, Leinier Domínguez et Vassili Ivantchouk. Ce dernier, battu par le Philippin de seize ans Wesley So, déclare après son élimination son intention de mettre fin à sa carrière, puis revient sur sa décision trois jours plus tard.

### Troisième tour
|   | a | b | c | d | e | f | g | h |   |
| 8 | Roi noir sur case noire f8 · Cavalier noir sur case noire e7 · Pion noir sur case blanche f7 · Pion noir sur case noire g7 · Pion blanc sur case noire b6 · Pion noir sur case blanche c6 · Pion blanc sur case noire a5 · Tour blanche sur case noire c5 · Cavalier blanc sur case noire e5 · Pion noir sur case noire h4 · Pion blanc sur case blanche h3 · Tour noire sur case blanche a2 · Tour noire sur case noire d2 · Pion blanc sur case blanche g2 · Tour blanche sur case noire c1 · Roi blanc sur case noire g1 | Roi noir sur case noire f8 · Cavalier noir sur case noire e7 · Pion noir sur case blanche f7 · Pion noir sur case noire g7 · Pion blanc sur case noire b6 · Pion noir sur case blanche c6 · Pion blanc sur case noire a5 · Tour blanche sur case noire c5 · Cavalier blanc sur case noire e5 · Pion noir sur case noire h4 · Pion blanc sur case blanche h3 · Tour noire sur case blanche a2 · Tour noire sur case noire d2 · Pion blanc sur case blanche g2 · Tour blanche sur case noire c1 · Roi blanc sur case noire g1 | Roi noir sur case noire f8 · Cavalier noir sur case noire e7 · Pion noir sur case blanche f7 · Pion noir sur case noire g7 · Pion blanc sur case noire b6 · Pion noir sur case blanche c6 · Pion blanc sur case noire a5 · Tour blanche sur case noire c5 · Cavalier blanc sur case noire e5 · Pion noir sur case noire h4 · Pion blanc sur case blanche h3 · Tour noire sur case blanche a2 · Tour noire sur case noire d2 · Pion blanc sur case blanche g2 · Tour blanche sur case noire c1 · Roi blanc sur case noire g1 | Roi noir sur case noire f8 · Cavalier noir sur case noire e7 · Pion noir sur case blanche f7 · Pion noir sur case noire g7 · Pion blanc sur case noire b6 · Pion noir sur case blanche c6 · Pion blanc sur case noire a5 · Tour blanche sur case noire c5 · Cavalier blanc sur case noire e5 · Pion noir sur case noire h4 · Pion blanc sur case blanche h3 · Tour noire sur case blanche a2 · Tour noire sur case noire d2 · Pion blanc sur case blanche g2 · Tour blanche sur case noire c1 · Roi blanc sur case noire g1 | Roi noir sur case noire f8 · Cavalier noir sur case noire e7 · Pion noir sur case blanche f7 · Pion noir sur case noire g7 · Pion blanc sur case noire b6 · Pion noir sur case blanche c6 · Pion blanc sur case noire a5 · Tour blanche sur case noire c5 · Cavalier blanc sur case noire e5 · Pion noir sur case noire h4 · Pion blanc sur case blanche h3 · Tour noire sur case blanche a2 · Tour noire sur case noire d2 · Pion blanc sur case blanche g2 · Tour blanche sur case noire c1 · Roi blanc sur case noire g1 | Roi noir sur case noire f8 · Cavalier noir sur case noire e7 · Pion noir sur case blanche f7 · Pion noir sur case noire g7 · Pion blanc sur case noire b6 · Pion noir sur case blanche c6 · Pion blanc sur case noire a5 · Tour blanche sur case noire c5 · Cavalier blanc sur case noire e5 · Pion noir sur case noire h4 · Pion blanc sur case blanche h3 · Tour noire sur case blanche a2 · Tour noire sur case noire d2 · Pion blanc sur case blanche g2 · Tour blanche sur case noire c1 · Roi blanc sur case noire g1 | Roi noir sur case noire f8 · Cavalier noir sur case noire e7 · Pion noir sur case blanche f7 · Pion noir sur case noire g7 · Pion blanc sur case noire b6 · Pion noir sur case blanche c6 · Pion blanc sur case noire a5 · Tour blanche sur case noire c5 · Cavalier blanc sur case noire e5 · Pion noir sur case noire h4 · Pion blanc sur case blanche h3 · Tour noire sur case blanche a2 · Tour noire sur case noire d2 · Pion blanc sur case blanche g2 · Tour blanche sur case noire c1 · Roi blanc sur case noire g1 | Roi noir sur case noire f8 · Cavalier noir sur case noire e7 · Pion noir sur case blanche f7 · Pion noir sur case noire g7 · Pion blanc sur case noire b6 · Pion noir sur case blanche c6 · Pion blanc sur case noire a5 · Tour blanche sur case noire c5 · Cavalier blanc sur case noire e5 · Pion noir sur case noire h4 · Pion blanc sur case blanche h3 · Tour noire sur case blanche a2 · Tour noire sur case noire d2 · Pion blanc sur case blanche g2 · Tour blanche sur case noire c1 · Roi blanc sur case noire g1 | 8 |
| 7 | Roi noir sur case noire f8 · Cavalier noir sur case noire e7 · Pion noir sur case blanche f7 · Pion noir sur case noire g7 · Pion blanc sur case noire b6 · Pion noir sur case blanche c6 · Pion blanc sur case noire a5 · Tour blanche sur case noire c5 · Cavalier blanc sur case noire e5 · Pion noir sur case noire h4 · Pion blanc sur case blanche h3 · Tour noire sur case blanche a2 · Tour noire sur case noire d2 · Pion blanc sur case blanche g2 · Tour blanche sur case noire c1 · Roi blanc sur case noire g1 | Roi noir sur case noire f8 · Cavalier noir sur case noire e7 · Pion noir sur case blanche f7 · Pion noir sur case noire g7 · Pion blanc sur case noire b6 · Pion noir sur case blanche c6 · Pion blanc sur case noire a5 · Tour blanche sur case noire c5 · Cavalier blanc sur case noire e5 · Pion noir sur case noire h4 · Pion blanc sur case blanche h3 · Tour noire sur case blanche a2 · Tour noire sur case noire d2 · Pion blanc sur case blanche g2 · Tour blanche sur case noire c1 · Roi blanc sur case noire g1 | Roi noir sur case noire f8 · Cavalier noir sur case noire e7 · Pion noir sur case blanche f7 · Pion noir sur case noire g7 · Pion blanc sur case noire b6 · Pion noir sur case blanche c6 · Pion blanc sur case noire a5 · Tour blanche sur case noire c5 · Cavalier blanc sur case noire e5 · Pion noir sur case noire h4 · Pion blanc sur case blanche h3 · Tour noire sur case blanche a2 · Tour noire sur case noire d2 · Pion blanc sur case blanche g2 · Tour blanche sur case noire c1 · Roi blanc sur case noire g1 | Roi noir sur case noire f8 · Cavalier noir sur case noire e7 · Pion noir sur case blanche f7 · Pion noir sur case noire g7 · Pion blanc sur case noire b6 · Pion noir sur case blanche c6 · Pion blanc sur case noire a5 · Tour blanche sur case noire c5 · Cavalier blanc sur case noire e5 · Pion noir sur case noire h4 · Pion blanc sur case blanche h3 · Tour noire sur case blanche a2 · Tour noire sur case noire d2 · Pion blanc sur case blanche g2 · Tour blanche sur case noire c1 · Roi blanc sur case noire g1 | Roi noir sur case noire f8 · Cavalier noir sur case noire e7 · Pion noir sur case blanche f7 · Pion noir sur case noire g7 · Pion blanc sur case noire b6 · Pion noir sur case blanche c6 · Pion blanc sur case noire a5 · Tour blanche sur case noire c5 · Cavalier blanc sur case noire e5 · Pion noir sur case noire h4 · Pion blanc sur case blanche h3 · Tour noire sur case blanche a2 · Tour noire sur case noire d2 · Pion blanc sur case blanche g2 · Tour blanche sur case noire c1 · Roi blanc sur case noire g1 | Roi noir sur case noire f8 · Cavalier noir sur case noire e7 · Pion noir sur case blanche f7 · Pion noir sur case noire g7 · Pion blanc sur case noire b6 · Pion noir sur case blanche c6 · Pion blanc sur case noire a5 · Tour blanche sur case noire c5 · Cavalier blanc sur case noire e5 · Pion noir sur case noire h4 · Pion blanc sur case blanche h3 · Tour noire sur case blanche a2 · Tour noire sur case noire d2 · Pion blanc sur case blanche g2 · Tour blanche sur case noire c1 · Roi blanc sur case noire g1 | Roi noir sur case noire f8 · Cavalier noir sur case noire e7 · Pion noir sur case blanche f7 · Pion noir sur case noire g7 · Pion blanc sur case noire b6 · Pion noir sur case blanche c6 · Pion blanc sur case noire a5 · Tour blanche sur case noire c5 · Cavalier blanc sur case noire e5 · Pion noir sur case noire h4 · Pion blanc sur case blanche h3 · Tour noire sur case blanche a2 · Tour noire sur case noire d2 · Pion blanc sur case blanche g2 · Tour blanche sur case noire c1 · Roi blanc sur case noire g1 | Roi noir sur case noire f8 · Cavalier noir sur case noire e7 · Pion noir sur case blanche f7 · Pion noir sur case noire g7 · Pion blanc sur case noire b6 · Pion noir sur case blanche c6 · Pion blanc sur case noire a5 · Tour blanche sur case noire c5 · Cavalier blanc sur case noire e5 · Pion noir sur case noire h4 · Pion blanc sur case blanche h3 · Tour noire sur case blanche a2 · Tour noire sur case noire d2 · Pion blanc sur case blanche g2 · Tour blanche sur case noire c1 · Roi blanc sur case noire g1 | 7 |
| 6 | Roi noir sur case noire f8 · Cavalier noir sur case noire e7 · Pion noir sur case blanche f7 · Pion noir sur case noire g7 · Pion blanc sur case noire b6 · Pion noir sur case blanche c6 · Pion blanc sur case noire a5 · Tour blanche sur case noire c5 · Cavalier blanc sur case noire e5 · Pion noir sur case noire h4 · Pion blanc sur case blanche h3 · Tour noire sur case blanche a2 · Tour noire sur case noire d2 · Pion blanc sur case blanche g2 · Tour blanche sur case noire c1 · Roi blanc sur case noire g1 | Roi noir sur case noire f8 · Cavalier noir sur case noire e7 · Pion noir sur case blanche f7 · Pion noir sur case noire g7 · Pion blanc sur case noire b6 · Pion noir sur case blanche c6 · Pion blanc sur case noire a5 · Tour blanche sur case noire c5 · Cavalier blanc sur case noire e5 · Pion noir sur case noire h4 · Pion blanc sur case blanche h3 · Tour noire sur case blanche a2 · Tour noire sur case noire d2 · Pion blanc sur case blanche g2 · Tour blanche sur case noire c1 · Roi blanc sur case noire g1 | Roi noir sur case noire f8 · Cavalier noir sur case noire e7 · Pion noir sur case blanche f7 · Pion noir sur case noire g7 · Pion blanc sur case noire b6 · Pion noir sur case blanche c6 · Pion blanc sur case noire a5 · Tour blanche sur case noire c5 · Cavalier blanc sur case noire e5 · Pion noir sur case noire h4 · Pion blanc sur case blanche h3 · Tour noire sur case blanche a2 · Tour noire sur case noire d2 · Pion blanc sur case blanche g2 · Tour blanche sur case noire c1 · Roi blanc sur case noire g1 | Roi noir sur case noire f8 · Cavalier noir sur case noire e7 · Pion noir sur case blanche f7 · Pion noir sur case noire g7 · Pion blanc sur case noire b6 · Pion noir sur case blanche c6 · Pion blanc sur case noire a5 · Tour blanche sur case noire c5 · Cavalier blanc sur case noire e5 · Pion noir sur case noire h4 · Pion blanc sur case blanche h3 · Tour noire sur case blanche a2 · Tour noire sur case noire d2 · Pion blanc sur case blanche g2 · Tour blanche sur case noire c1 · Roi blanc sur case noire g1 | Roi noir sur case noire f8 · Cavalier noir sur case noire e7 · Pion noir sur case blanche f7 · Pion noir sur case noire g7 · Pion blanc sur case noire b6 · Pion noir sur case blanche c6 · Pion blanc sur case noire a5 · Tour blanche sur case noire c5 · Cavalier blanc sur case noire e5 · Pion noir sur case noire h4 · Pion blanc sur case blanche h3 · Tour noire sur case blanche a2 · Tour noire sur case noire d2 · Pion blanc sur case blanche g2 · Tour blanche sur case noire c1 · Roi blanc sur case noire g1 | Roi noir sur case noire f8 · Cavalier noir sur case noire e7 · Pion noir sur case blanche f7 · Pion noir sur case noire g7 · Pion blanc sur case noire b6 · Pion noir sur case blanche c6 · Pion blanc sur case noire a5 · Tour blanche sur case noire c5 · Cavalier blanc sur case noire e5 · Pion noir sur case noire h4 · Pion blanc sur case blanche h3 · Tour noire sur case blanche a2 · Tour noire sur case noire d2 · Pion blanc sur case blanche g2 · Tour blanche sur case noire c1 · Roi blanc sur case noire g1 | Roi noir sur case noire f8 · Cavalier noir sur case noire e7 · Pion noir sur case blanche f7 · Pion noir sur case noire g7 · Pion blanc sur case noire b6 · Pion noir sur case blanche c6 · Pion blanc sur case noire a5 · Tour blanche sur case noire c5 · Cavalier blanc sur case noire e5 · Pion noir sur case noire h4 · Pion blanc sur case blanche h3 · Tour noire sur case blanche a2 · Tour noire sur case noire d2 · Pion blanc sur case blanche g2 · Tour blanche sur case noire c1 · Roi blanc sur case noire g1 | Roi noir sur case noire f8 · Cavalier noir sur case noire e7 · Pion noir sur case blanche f7 · Pion noir sur case noire g7 · Pion blanc sur case noire b6 · Pion noir sur case blanche c6 · Pion blanc sur case noire a5 · Tour blanche sur case noire c5 · Cavalier blanc sur case noire e5 · Pion noir sur case noire h4 · Pion blanc sur case blanche h3 · Tour noire sur case blanche a2 · Tour noire sur case noire d2 · Pion blanc sur case blanche g2 · Tour blanche sur case noire c1 · Roi blanc sur case noire g1 | 6 |
| 5 | Roi noir sur case noire f8 · Cavalier noir sur case noire e7 · Pion noir sur case blanche f7 · Pion noir sur case noire g7 · Pion blanc sur case noire b6 · Pion noir sur case blanche c6 · Pion blanc sur case noire a5 · Tour blanche sur case noire c5 · Cavalier blanc sur case noire e5 · Pion noir sur case noire h4 · Pion blanc sur case blanche h3 · Tour noire sur case blanche a2 · Tour noire sur case noire d2 · Pion blanc sur case blanche g2 · Tour blanche sur case noire c1 · Roi blanc sur case noire g1 | Roi noir sur case noire f8 · Cavalier noir sur case noire e7 · Pion noir sur case blanche f7 · Pion noir sur case noire g7 · Pion blanc sur case noire b6 · Pion noir sur case blanche c6 · Pion blanc sur case noire a5 · Tour blanche sur case noire c5 · Cavalier blanc sur case noire e5 · Pion noir sur case noire h4 · Pion blanc sur case blanche h3 · Tour noire sur case blanche a2 · Tour noire sur case noire d2 · Pion blanc sur case blanche g2 · Tour blanche sur case noire c1 · Roi blanc sur case noire g1 | Roi noir sur case noire f8 · Cavalier noir sur case noire e7 · Pion noir sur case blanche f7 · Pion noir sur case noire g7 · Pion blanc sur case noire b6 · Pion noir sur case blanche c6 · Pion blanc sur case noire a5 · Tour blanche sur case noire c5 · Cavalier blanc sur case noire e5 · Pion noir sur case noire h4 · Pion blanc sur case blanche h3 · Tour noire sur case blanche a2 · Tour noire sur case noire d2 · Pion blanc sur case blanche g2 · Tour blanche sur case noire c1 · Roi blanc sur case noire g1 | Roi noir sur case noire f8 · Cavalier noir sur case noire e7 · Pion noir sur case blanche f7 · Pion noir sur case noire g7 · Pion blanc sur case noire b6 · Pion noir sur case blanche c6 · Pion blanc sur case noire a5 · Tour blanche sur case noire c5 · Cavalier blanc sur case noire e5 · Pion noir sur case noire h4 · Pion blanc sur case blanche h3 · Tour noire sur case blanche a2 · Tour noire sur case noire d2 · Pion blanc sur case blanche g2 · Tour blanche sur case noire c1 · Roi blanc sur case noire g1 | Roi noir sur case noire f8 · Cavalier noir sur case noire e7 · Pion noir sur case blanche f7 · Pion noir sur case noire g7 · Pion blanc sur case noire b6 · Pion noir sur case blanche c6 · Pion blanc sur case noire a5 · Tour blanche sur case noire c5 · Cavalier blanc sur case noire e5 · Pion noir sur case noire h4 · Pion blanc sur case blanche h3 · Tour noire sur case blanche a2 · Tour noire sur case noire d2 · Pion blanc sur case blanche g2 · Tour blanche sur case noire c1 · Roi blanc sur case noire g1 | Roi noir sur case noire f8 · Cavalier noir sur case noire e7 · Pion noir sur case blanche f7 · Pion noir sur case noire g7 · Pion blanc sur case noire b6 · Pion noir sur case blanche c6 · Pion blanc sur case noire a5 · Tour blanche sur case noire c5 · Cavalier blanc sur case noire e5 · Pion noir sur case noire h4 · Pion blanc sur case blanche h3 · Tour noire sur case blanche a2 · Tour noire sur case noire d2 · Pion blanc sur case blanche g2 · Tour blanche sur case noire c1 · Roi blanc sur case noire g1 | Roi noir sur case noire f8 · Cavalier noir sur case noire e7 · Pion noir sur case blanche f7 · Pion noir sur case noire g7 · Pion blanc sur case noire b6 · Pion noir sur case blanche c6 · Pion blanc sur case noire a5 · Tour blanche sur case noire c5 · Cavalier blanc sur case noire e5 · Pion noir sur case noire h4 · Pion blanc sur case blanche h3 · Tour noire sur case blanche a2 · Tour noire sur case noire d2 · Pion blanc sur case blanche g2 · Tour blanche sur case noire c1 · Roi blanc sur case noire g1 | Roi noir sur case noire f8 · Cavalier noir sur case noire e7 · Pion noir sur case blanche f7 · Pion noir sur case noire g7 · Pion blanc sur case noire b6 · Pion noir sur case blanche c6 · Pion blanc sur case noire a5 · Tour blanche sur case noire c5 · Cavalier blanc sur case noire e5 · Pion noir sur case noire h4 · Pion blanc sur case blanche h3 · Tour noire sur case blanche a2 · Tour noire sur case noire d2 · Pion blanc sur case blanche g2 · Tour blanche sur case noire c1 · Roi blanc sur case noire g1 | 5 |
| 4 | Roi noir sur case noire f8 · Cavalier noir sur case noire e7 · Pion noir sur case blanche f7 · Pion noir sur case noire g7 · Pion blanc sur case noire b6 · Pion noir sur case blanche c6 · Pion blanc sur case noire a5 · Tour blanche sur case noire c5 · Cavalier blanc sur case noire e5 · Pion noir sur case noire h4 · Pion blanc sur case blanche h3 · Tour noire sur case blanche a2 · Tour noire sur case noire d2 · Pion blanc sur case blanche g2 · Tour blanche sur case noire c1 · Roi blanc sur case noire g1 | Roi noir sur case noire f8 · Cavalier noir sur case noire e7 · Pion noir sur case blanche f7 · Pion noir sur case noire g7 · Pion blanc sur case noire b6 · Pion noir sur case blanche c6 · Pion blanc sur case noire a5 · Tour blanche sur case noire c5 · Cavalier blanc sur case noire e5 · Pion noir sur case noire h4 · Pion blanc sur case blanche h3 · Tour noire sur case blanche a2 · Tour noire sur case noire d2 · Pion blanc sur case blanche g2 · Tour blanche sur case noire c1 · Roi blanc sur case noire g1 | Roi noir sur case noire f8 · Cavalier noir sur case noire e7 · Pion noir sur case blanche f7 · Pion noir sur case noire g7 · Pion blanc sur case noire b6 · Pion noir sur case blanche c6 · Pion blanc sur case noire a5 · Tour blanche sur case noire c5 · Cavalier blanc sur case noire e5 · Pion noir sur case noire h4 · Pion blanc sur case blanche h3 · Tour noire sur case blanche a2 · Tour noire sur case noire d2 · Pion blanc sur case blanche g2 · Tour blanche sur case noire c1 · Roi blanc sur case noire g1 | Roi noir sur case noire f8 · Cavalier noir sur case noire e7 · Pion noir sur case blanche f7 · Pion noir sur case noire g7 · Pion blanc sur case noire b6 · Pion noir sur case blanche c6 · Pion blanc sur case noire a5 · Tour blanche sur case noire c5 · Cavalier blanc sur case noire e5 · Pion noir sur case noire h4 · Pion blanc sur case blanche h3 · Tour noire sur case blanche a2 · Tour noire sur case noire d2 · Pion blanc sur case blanche g2 · Tour blanche sur case noire c1 · Roi blanc sur case noire g1 | Roi noir sur case noire f8 · Cavalier noir sur case noire e7 · Pion noir sur case blanche f7 · Pion noir sur case noire g7 · Pion blanc sur case noire b6 · Pion noir sur case blanche c6 · Pion blanc sur case noire a5 · Tour blanche sur case noire c5 · Cavalier blanc sur case noire e5 · Pion noir sur case noire h4 · Pion blanc sur case blanche h3 · Tour noire sur case blanche a2 · Tour noire sur case noire d2 · Pion blanc sur case blanche g2 · Tour blanche sur case noire c1 · Roi blanc sur case noire g1 | Roi noir sur case noire f8 · Cavalier noir sur case noire e7 · Pion noir sur case blanche f7 · Pion noir sur case noire g7 · Pion blanc sur case noire b6 · Pion noir sur case blanche c6 · Pion blanc sur case noire a5 · Tour blanche sur case noire c5 · Cavalier blanc sur case noire e5 · Pion noir sur case noire h4 · Pion blanc sur case blanche h3 · Tour noire sur case blanche a2 · Tour noire sur case noire d2 · Pion blanc sur case blanche g2 · Tour blanche sur case noire c1 · Roi blanc sur case noire g1 | Roi noir sur case noire f8 · Cavalier noir sur case noire e7 · Pion noir sur case blanche f7 · Pion noir sur case noire g7 · Pion blanc sur case noire b6 · Pion noir sur case blanche c6 · Pion blanc sur case noire a5 · Tour blanche sur case noire c5 · Cavalier blanc sur case noire e5 · Pion noir sur case noire h4 · Pion blanc sur case blanche h3 · Tour noire sur case blanche a2 · Tour noire sur case noire d2 · Pion blanc sur case blanche g2 · Tour blanche sur case noire c1 · Roi blanc sur case noire g1 | Roi noir sur case noire f8 · Cavalier noir sur case noire e7 · Pion noir sur case blanche f7 · Pion noir sur case noire g7 · Pion blanc sur case noire b6 · Pion noir sur case blanche c6 · Pion blanc sur case noire a5 · Tour blanche sur case noire c5 · Cavalier blanc sur case noire e5 · Pion noir sur case noire h4 · Pion blanc sur case blanche h3 · Tour noire sur case blanche a2 · Tour noire sur case noire d2 · Pion blanc sur case blanche g2 · Tour blanche sur case noire c1 · Roi blanc sur case noire g1 | 4 |
| 3 | Roi noir sur case noire f8 · Cavalier noir sur case noire e7 · Pion noir sur case blanche f7 · Pion noir sur case noire g7 · Pion blanc sur case noire b6 · Pion noir sur case blanche c6 · Pion blanc sur case noire a5 · Tour blanche sur case noire c5 · Cavalier blanc sur case noire e5 · Pion noir sur case noire h4 · Pion blanc sur case blanche h3 · Tour noire sur case blanche a2 · Tour noire sur case noire d2 · Pion blanc sur case blanche g2 · Tour blanche sur case noire c1 · Roi blanc sur case noire g1 | Roi noir sur case noire f8 · Cavalier noir sur case noire e7 · Pion noir sur case blanche f7 · Pion noir sur case noire g7 · Pion blanc sur case noire b6 · Pion noir sur case blanche c6 · Pion blanc sur case noire a5 · Tour blanche sur case noire c5 · Cavalier blanc sur case noire e5 · Pion noir sur case noire h4 · Pion blanc sur case blanche h3 · Tour noire sur case blanche a2 · Tour noire sur case noire d2 · Pion blanc sur case blanche g2 · Tour blanche sur case noire c1 · Roi blanc sur case noire g1 | Roi noir sur case noire f8 · Cavalier noir sur case noire e7 · Pion noir sur case blanche f7 · Pion noir sur case noire g7 · Pion blanc sur case noire b6 · Pion noir sur case blanche c6 · Pion blanc sur case noire a5 · Tour blanche sur case noire c5 · Cavalier blanc sur case noire e5 · Pion noir sur case noire h4 · Pion blanc sur case blanche h3 · Tour noire sur case blanche a2 · Tour noire sur case noire d2 · Pion blanc sur case blanche g2 · Tour blanche sur case noire c1 · Roi blanc sur case noire g1 | Roi noir sur case noire f8 · Cavalier noir sur case noire e7 · Pion noir sur case blanche f7 · Pion noir sur case noire g7 · Pion blanc sur case noire b6 · Pion noir sur case blanche c6 · Pion blanc sur case noire a5 · Tour blanche sur case noire c5 · Cavalier blanc sur case noire e5 · Pion noir sur case noire h4 · Pion blanc sur case blanche h3 · Tour noire sur case blanche a2 · Tour noire sur case noire d2 · Pion blanc sur case blanche g2 · Tour blanche sur case noire c1 · Roi blanc sur case noire g1 | Roi noir sur case noire f8 · Cavalier noir sur case noire e7 · Pion noir sur case blanche f7 · Pion noir sur case noire g7 · Pion blanc sur case noire b6 · Pion noir sur case blanche c6 · Pion blanc sur case noire a5 · Tour blanche sur case noire c5 · Cavalier blanc sur case noire e5 · Pion noir sur case noire h4 · Pion blanc sur case blanche h3 · Tour noire sur case blanche a2 · Tour noire sur case noire d2 · Pion blanc sur case blanche g2 · Tour blanche sur case noire c1 · Roi blanc sur case noire g1 | Roi noir sur case noire f8 · Cavalier noir sur case noire e7 · Pion noir sur case blanche f7 · Pion noir sur case noire g7 · Pion blanc sur case noire b6 · Pion noir sur case blanche c6 · Pion blanc sur case noire a5 · Tour blanche sur case noire c5 · Cavalier blanc sur case noire e5 · Pion noir sur case noire h4 · Pion blanc sur case blanche h3 · Tour noire sur case blanche a2 · Tour noire sur case noire d2 · Pion blanc sur case blanche g2 · Tour blanche sur case noire c1 · Roi blanc sur case noire g1 | Roi noir sur case noire f8 · Cavalier noir sur case noire e7 · Pion noir sur case blanche f7 · Pion noir sur case noire g7 · Pion blanc sur case noire b6 · Pion noir sur case blanche c6 · Pion blanc sur case noire a5 · Tour blanche sur case noire c5 · Cavalier blanc sur case noire e5 · Pion noir sur case noire h4 · Pion blanc sur case blanche h3 · Tour noire sur case blanche a2 · Tour noire sur case noire d2 · Pion blanc sur case blanche g2 · Tour blanche sur case noire c1 · Roi blanc sur case noire g1 | Roi noir sur case noire f8 · Cavalier noir sur case noire e7 · Pion noir sur case blanche f7 · Pion noir sur case noire g7 · Pion blanc sur case noire b6 · Pion noir sur case blanche c6 · Pion blanc sur case noire a5 · Tour blanche sur case noire c5 · Cavalier blanc sur case noire e5 · Pion noir sur case noire h4 · Pion blanc sur case blanche h3 · Tour noire sur case blanche a2 · Tour noire sur case noire d2 · Pion blanc sur case blanche g2 · Tour blanche sur case noire c1 · Roi blanc sur case noire g1 | 3 |
| 2 | Roi noir sur case noire f8 · Cavalier noir sur case noire e7 · Pion noir sur case blanche f7 · Pion noir sur case noire g7 · Pion blanc sur case noire b6 · Pion noir sur case blanche c6 · Pion blanc sur case noire a5 · Tour blanche sur case noire c5 · Cavalier blanc sur case noire e5 · Pion noir sur case noire h4 · Pion blanc sur case blanche h3 · Tour noire sur case blanche a2 · Tour noire sur case noire d2 · Pion blanc sur case blanche g2 · Tour blanche sur case noire c1 · Roi blanc sur case noire g1 | Roi noir sur case noire f8 · Cavalier noir sur case noire e7 · Pion noir sur case blanche f7 · Pion noir sur case noire g7 · Pion blanc sur case noire b6 · Pion noir sur case blanche c6 · Pion blanc sur case noire a5 · Tour blanche sur case noire c5 · Cavalier blanc sur case noire e5 · Pion noir sur case noire h4 · Pion blanc sur case blanche h3 · Tour noire sur case blanche a2 · Tour noire sur case noire d2 · Pion blanc sur case blanche g2 · Tour blanche sur case noire c1 · Roi blanc sur case noire g1 | Roi noir sur case noire f8 · Cavalier noir sur case noire e7 · Pion noir sur case blanche f7 · Pion noir sur case noire g7 · Pion blanc sur case noire b6 · Pion noir sur case blanche c6 · Pion blanc sur case noire a5 · Tour blanche sur case noire c5 · Cavalier blanc sur case noire e5 · Pion noir sur case noire h4 · Pion blanc sur case blanche h3 · Tour noire sur case blanche a2 · Tour noire sur case noire d2 · Pion blanc sur case blanche g2 · Tour blanche sur case noire c1 · Roi blanc sur case noire g1 | Roi noir sur case noire f8 · Cavalier noir sur case noire e7 · Pion noir sur case blanche f7 · Pion noir sur case noire g7 · Pion blanc sur case noire b6 · Pion noir sur case blanche c6 · Pion blanc sur case noire a5 · Tour blanche sur case noire c5 · Cavalier blanc sur case noire e5 · Pion noir sur case noire h4 · Pion blanc sur case blanche h3 · Tour noire sur case blanche a2 · Tour noire sur case noire d2 · Pion blanc sur case blanche g2 · Tour blanche sur case noire c1 · Roi blanc sur case noire g1 | Roi noir sur case noire f8 · Cavalier noir sur case noire e7 · Pion noir sur case blanche f7 · Pion noir sur case noire g7 · Pion blanc sur case noire b6 · Pion noir sur case blanche c6 · Pion blanc sur case noire a5 · Tour blanche sur case noire c5 · Cavalier blanc sur case noire e5 · Pion noir sur case noire h4 · Pion blanc sur case blanche h3 · Tour noire sur case blanche a2 · Tour noire sur case noire d2 · Pion blanc sur case blanche g2 · Tour blanche sur case noire c1 · Roi blanc sur case noire g1 | Roi noir sur case noire f8 · Cavalier noir sur case noire e7 · Pion noir sur case blanche f7 · Pion noir sur case noire g7 · Pion blanc sur case noire b6 · Pion noir sur case blanche c6 · Pion blanc sur case noire a5 · Tour blanche sur case noire c5 · Cavalier blanc sur case noire e5 · Pion noir sur case noire h4 · Pion blanc sur case blanche h3 · Tour noire sur case blanche a2 · Tour noire sur case noire d2 · Pion blanc sur case blanche g2 · Tour blanche sur case noire c1 · Roi blanc sur case noire g1 | Roi noir sur case noire f8 · Cavalier noir sur case noire e7 · Pion noir sur case blanche f7 · Pion noir sur case noire g7 · Pion blanc sur case noire b6 · Pion noir sur case blanche c6 · Pion blanc sur case noire a5 · Tour blanche sur case noire c5 · Cavalier blanc sur case noire e5 · Pion noir sur case noire h4 · Pion blanc sur case blanche h3 · Tour noire sur case blanche a2 · Tour noire sur case noire d2 · Pion blanc sur case blanche g2 · Tour blanche sur case noire c1 · Roi blanc sur case noire g1 | Roi noir sur case noire f8 · Cavalier noir sur case noire e7 · Pion noir sur case blanche f7 · Pion noir sur case noire g7 · Pion blanc sur case noire b6 · Pion noir sur case blanche c6 · Pion blanc sur case noire a5 · Tour blanche sur case noire c5 · Cavalier blanc sur case noire e5 · Pion noir sur case noire h4 · Pion blanc sur case blanche h3 · Tour noire sur case blanche a2 · Tour noire sur case noire d2 · Pion blanc sur case blanche g2 · Tour blanche sur case noire c1 · Roi blanc sur case noire g1 | 2 |
| 1 | Roi noir sur case noire f8 · Cavalier noir sur case noire e7 · Pion noir sur case blanche f7 · Pion noir sur case noire g7 · Pion blanc sur case noire b6 · Pion noir sur case blanche c6 · Pion blanc sur case noire a5 · Tour blanche sur case noire c5 · Cavalier blanc sur case noire e5 · Pion noir sur case noire h4 · Pion blanc sur case blanche h3 · Tour noire sur case blanche a2 · Tour noire sur case noire d2 · Pion blanc sur case blanche g2 · Tour blanche sur case noire c1 · Roi blanc sur case noire g1 | Roi noir sur case noire f8 · Cavalier noir sur case noire e7 · Pion noir sur case blanche f7 · Pion noir sur case noire g7 · Pion blanc sur case noire b6 · Pion noir sur case blanche c6 · Pion blanc sur case noire a5 · Tour blanche sur case noire c5 · Cavalier blanc sur case noire e5 · Pion noir sur case noire h4 · Pion blanc sur case blanche h3 · Tour noire sur case blanche a2 · Tour noire sur case noire d2 · Pion blanc sur case blanche g2 · Tour blanche sur case noire c1 · Roi blanc sur case noire g1 | Roi noir sur case noire f8 · Cavalier noir sur case noire e7 · Pion noir sur case blanche f7 · Pion noir sur case noire g7 · Pion blanc sur case noire b6 · Pion noir sur case blanche c6 · Pion blanc sur case noire a5 · Tour blanche sur case noire c5 · Cavalier blanc sur case noire e5 · Pion noir sur case noire h4 · Pion blanc sur case blanche h3 · Tour noire sur case blanche a2 · Tour noire sur case noire d2 · Pion blanc sur case blanche g2 · Tour blanche sur case noire c1 · Roi blanc sur case noire g1 | Roi noir sur case noire f8 · Cavalier noir sur case noire e7 · Pion noir sur case blanche f7 · Pion noir sur case noire g7 · Pion blanc sur case noire b6 · Pion noir sur case blanche c6 · Pion blanc sur case noire a5 · Tour blanche sur case noire c5 · Cavalier blanc sur case noire e5 · Pion noir sur case noire h4 · Pion blanc sur case blanche h3 · Tour noire sur case blanche a2 · Tour noire sur case noire d2 · Pion blanc sur case blanche g2 · Tour blanche sur case noire c1 · Roi blanc sur case noire g1 | Roi noir sur case noire f8 · Cavalier noir sur case noire e7 · Pion noir sur case blanche f7 · Pion noir sur case noire g7 · Pion blanc sur case noire b6 · Pion noir sur case blanche c6 · Pion blanc sur case noire a5 · Tour blanche sur case noire c5 · Cavalier blanc sur case noire e5 · Pion noir sur case noire h4 · Pion blanc sur case blanche h3 · Tour noire sur case blanche a2 · Tour noire sur case noire d2 · Pion blanc sur case blanche g2 · Tour blanche sur case noire c1 · Roi blanc sur case noire g1 | Roi noir sur case noire f8 · Cavalier noir sur case noire e7 · Pion noir sur case blanche f7 · Pion noir sur case noire g7 · Pion blanc sur case noire b6 · Pion noir sur case blanche c6 · Pion blanc sur case noire a5 · Tour blanche sur case noire c5 · Cavalier blanc sur case noire e5 · Pion noir sur case noire h4 · Pion blanc sur case blanche h3 · Tour noire sur case blanche a2 · Tour noire sur case noire d2 · Pion blanc sur case blanche g2 · Tour blanche sur case noire c1 · Roi blanc sur case noire g1 | Roi noir sur case noire f8 · Cavalier noir sur case noire e7 · Pion noir sur case blanche f7 · Pion noir sur case noire g7 · Pion blanc sur case noire b6 · Pion noir sur case blanche c6 · Pion blanc sur case noire a5 · Tour blanche sur case noire c5 · Cavalier blanc sur case noire e5 · Pion noir sur case noire h4 · Pion blanc sur case blanche h3 · Tour noire sur case blanche a2 · Tour noire sur case noire d2 · Pion blanc sur case blanche g2 · Tour blanche sur case noire c1 · Roi blanc sur case noire g1 | Roi noir sur case noire f8 · Cavalier noir sur case noire e7 · Pion noir sur case blanche f7 · Pion noir sur case noire g7 · Pion blanc sur case noire b6 · Pion noir sur case blanche c6 · Pion blanc sur case noire a5 · Tour blanche sur case noire c5 · Cavalier blanc sur case noire e5 · Pion noir sur case noire h4 · Pion blanc sur case blanche h3 · Tour noire sur case blanche a2 · Tour noire sur case noire d2 · Pion blanc sur case blanche g2 · Tour blanche sur case noire c1 · Roi blanc sur case noire g1 | 1 |
|   | a | b | c | d | e | f | g | h |   |

Wesley So élimine à nouveau un adversaire qui partait nettement favori, cette fois l'Américain Gata Kamsky, vainqueur de la coupe du monde d'échecs 2007. Les deux Chinois Wang Yue et Li Chao perdent leur deuxième partie rapide par forfait parce qu'ils étaient en train de fumer lors du lancement de la ronde et ne parviennent pas à remonter ce handicap. D'après Wang, Li a commencé à fumer lors de cette coupe du monde pour lui tenir compagnie.
Lumière sur  le gain de Kariakine
Obligé de gagner sa partie avec les blancs pour égaliser le score et disputer les départages, Karjakin trouve une façon inattendue de réfuter le jeu de Navara en finale. Dans le diagramme ci-contre, les blancs sont au trait. Les noirs viennent de doubler les tours sur la deuxième rangée, manœuvre classique qui donne généralement un avantage important, et ils menacent maintenant de prendre le pion g2 sur échec. Karjakin trouve une façon radicale de contrer ce plan :
36.T5c2!! Ce coup sacrifie une tour.
36…Tdxc2 37.Txc2 Txc2 38.b7
L'idée du sacrifice est de mener ce pion à la promotion.
38…Tb2 39.Cd7+ Re8 40.Cb6 1-0 (les noirs abandonnent).
Malgré leur avantage matériel, les noirs sont incapables d'arrêter le pion.

### Quatrième tour
Tous les favoris passent ce tour, c'est donc la fin du parcours pour les plus jeunes participants encore en lice : Wesley So, Fabiano Caruana et Maxime Vachier-Lagrave. Dans la rencontre sans favori entre deux joueurs de même classement, Dmitri Iakovenko l'emporte en blitz de départage face à Aleksandr Grichtchouk.

### Quarts de finale
|   | a | b | c | d | e | f | g | h |   |
| 8 | Tour noire sur case blanche a8 · Cavalier noir sur case noire b8 · Tour noire sur case noire f8 · Roi noir sur case blanche g8 · Pion noir sur case blanche f7 · Pion noir sur case blanche c6 · Pion noir sur case noire a5 · Pion noir sur case noire g5 · Dame blanche sur case blanche h5 · Pion blanc sur case blanche a4 · Pion noir sur case noire b4 · Dame noire sur case noire d4 · Cavalier noir sur case blanche e4 · Pion blanc sur case blanche g4 · Pion blanc sur case blanche h3 · Fou blanc sur case blanche a2 · Pion blanc sur case noire b2 · Pion noir sur case noire d2 · Roi blanc sur case blanche g2 · Cavalier blanc sur case noire c1 · Tour blanche sur case noire e1 · Tour blanche sur case blanche f1 | Tour noire sur case blanche a8 · Cavalier noir sur case noire b8 · Tour noire sur case noire f8 · Roi noir sur case blanche g8 · Pion noir sur case blanche f7 · Pion noir sur case blanche c6 · Pion noir sur case noire a5 · Pion noir sur case noire g5 · Dame blanche sur case blanche h5 · Pion blanc sur case blanche a4 · Pion noir sur case noire b4 · Dame noire sur case noire d4 · Cavalier noir sur case blanche e4 · Pion blanc sur case blanche g4 · Pion blanc sur case blanche h3 · Fou blanc sur case blanche a2 · Pion blanc sur case noire b2 · Pion noir sur case noire d2 · Roi blanc sur case blanche g2 · Cavalier blanc sur case noire c1 · Tour blanche sur case noire e1 · Tour blanche sur case blanche f1 | Tour noire sur case blanche a8 · Cavalier noir sur case noire b8 · Tour noire sur case noire f8 · Roi noir sur case blanche g8 · Pion noir sur case blanche f7 · Pion noir sur case blanche c6 · Pion noir sur case noire a5 · Pion noir sur case noire g5 · Dame blanche sur case blanche h5 · Pion blanc sur case blanche a4 · Pion noir sur case noire b4 · Dame noire sur case noire d4 · Cavalier noir sur case blanche e4 · Pion blanc sur case blanche g4 · Pion blanc sur case blanche h3 · Fou blanc sur case blanche a2 · Pion blanc sur case noire b2 · Pion noir sur case noire d2 · Roi blanc sur case blanche g2 · Cavalier blanc sur case noire c1 · Tour blanche sur case noire e1 · Tour blanche sur case blanche f1 | Tour noire sur case blanche a8 · Cavalier noir sur case noire b8 · Tour noire sur case noire f8 · Roi noir sur case blanche g8 · Pion noir sur case blanche f7 · Pion noir sur case blanche c6 · Pion noir sur case noire a5 · Pion noir sur case noire g5 · Dame blanche sur case blanche h5 · Pion blanc sur case blanche a4 · Pion noir sur case noire b4 · Dame noire sur case noire d4 · Cavalier noir sur case blanche e4 · Pion blanc sur case blanche g4 · Pion blanc sur case blanche h3 · Fou blanc sur case blanche a2 · Pion blanc sur case noire b2 · Pion noir sur case noire d2 · Roi blanc sur case blanche g2 · Cavalier blanc sur case noire c1 · Tour blanche sur case noire e1 · Tour blanche sur case blanche f1 | Tour noire sur case blanche a8 · Cavalier noir sur case noire b8 · Tour noire sur case noire f8 · Roi noir sur case blanche g8 · Pion noir sur case blanche f7 · Pion noir sur case blanche c6 · Pion noir sur case noire a5 · Pion noir sur case noire g5 · Dame blanche sur case blanche h5 · Pion blanc sur case blanche a4 · Pion noir sur case noire b4 · Dame noire sur case noire d4 · Cavalier noir sur case blanche e4 · Pion blanc sur case blanche g4 · Pion blanc sur case blanche h3 · Fou blanc sur case blanche a2 · Pion blanc sur case noire b2 · Pion noir sur case noire d2 · Roi blanc sur case blanche g2 · Cavalier blanc sur case noire c1 · Tour blanche sur case noire e1 · Tour blanche sur case blanche f1 | Tour noire sur case blanche a8 · Cavalier noir sur case noire b8 · Tour noire sur case noire f8 · Roi noir sur case blanche g8 · Pion noir sur case blanche f7 · Pion noir sur case blanche c6 · Pion noir sur case noire a5 · Pion noir sur case noire g5 · Dame blanche sur case blanche h5 · Pion blanc sur case blanche a4 · Pion noir sur case noire b4 · Dame noire sur case noire d4 · Cavalier noir sur case blanche e4 · Pion blanc sur case blanche g4 · Pion blanc sur case blanche h3 · Fou blanc sur case blanche a2 · Pion blanc sur case noire b2 · Pion noir sur case noire d2 · Roi blanc sur case blanche g2 · Cavalier blanc sur case noire c1 · Tour blanche sur case noire e1 · Tour blanche sur case blanche f1 | Tour noire sur case blanche a8 · Cavalier noir sur case noire b8 · Tour noire sur case noire f8 · Roi noir sur case blanche g8 · Pion noir sur case blanche f7 · Pion noir sur case blanche c6 · Pion noir sur case noire a5 · Pion noir sur case noire g5 · Dame blanche sur case blanche h5 · Pion blanc sur case blanche a4 · Pion noir sur case noire b4 · Dame noire sur case noire d4 · Cavalier noir sur case blanche e4 · Pion blanc sur case blanche g4 · Pion blanc sur case blanche h3 · Fou blanc sur case blanche a2 · Pion blanc sur case noire b2 · Pion noir sur case noire d2 · Roi blanc sur case blanche g2 · Cavalier blanc sur case noire c1 · Tour blanche sur case noire e1 · Tour blanche sur case blanche f1 | Tour noire sur case blanche a8 · Cavalier noir sur case noire b8 · Tour noire sur case noire f8 · Roi noir sur case blanche g8 · Pion noir sur case blanche f7 · Pion noir sur case blanche c6 · Pion noir sur case noire a5 · Pion noir sur case noire g5 · Dame blanche sur case blanche h5 · Pion blanc sur case blanche a4 · Pion noir sur case noire b4 · Dame noire sur case noire d4 · Cavalier noir sur case blanche e4 · Pion blanc sur case blanche g4 · Pion blanc sur case blanche h3 · Fou blanc sur case blanche a2 · Pion blanc sur case noire b2 · Pion noir sur case noire d2 · Roi blanc sur case blanche g2 · Cavalier blanc sur case noire c1 · Tour blanche sur case noire e1 · Tour blanche sur case blanche f1 | 8 |
| 7 | Tour noire sur case blanche a8 · Cavalier noir sur case noire b8 · Tour noire sur case noire f8 · Roi noir sur case blanche g8 · Pion noir sur case blanche f7 · Pion noir sur case blanche c6 · Pion noir sur case noire a5 · Pion noir sur case noire g5 · Dame blanche sur case blanche h5 · Pion blanc sur case blanche a4 · Pion noir sur case noire b4 · Dame noire sur case noire d4 · Cavalier noir sur case blanche e4 · Pion blanc sur case blanche g4 · Pion blanc sur case blanche h3 · Fou blanc sur case blanche a2 · Pion blanc sur case noire b2 · Pion noir sur case noire d2 · Roi blanc sur case blanche g2 · Cavalier blanc sur case noire c1 · Tour blanche sur case noire e1 · Tour blanche sur case blanche f1 | Tour noire sur case blanche a8 · Cavalier noir sur case noire b8 · Tour noire sur case noire f8 · Roi noir sur case blanche g8 · Pion noir sur case blanche f7 · Pion noir sur case blanche c6 · Pion noir sur case noire a5 · Pion noir sur case noire g5 · Dame blanche sur case blanche h5 · Pion blanc sur case blanche a4 · Pion noir sur case noire b4 · Dame noire sur case noire d4 · Cavalier noir sur case blanche e4 · Pion blanc sur case blanche g4 · Pion blanc sur case blanche h3 · Fou blanc sur case blanche a2 · Pion blanc sur case noire b2 · Pion noir sur case noire d2 · Roi blanc sur case blanche g2 · Cavalier blanc sur case noire c1 · Tour blanche sur case noire e1 · Tour blanche sur case blanche f1 | Tour noire sur case blanche a8 · Cavalier noir sur case noire b8 · Tour noire sur case noire f8 · Roi noir sur case blanche g8 · Pion noir sur case blanche f7 · Pion noir sur case blanche c6 · Pion noir sur case noire a5 · Pion noir sur case noire g5 · Dame blanche sur case blanche h5 · Pion blanc sur case blanche a4 · Pion noir sur case noire b4 · Dame noire sur case noire d4 · Cavalier noir sur case blanche e4 · Pion blanc sur case blanche g4 · Pion blanc sur case blanche h3 · Fou blanc sur case blanche a2 · Pion blanc sur case noire b2 · Pion noir sur case noire d2 · Roi blanc sur case blanche g2 · Cavalier blanc sur case noire c1 · Tour blanche sur case noire e1 · Tour blanche sur case blanche f1 | Tour noire sur case blanche a8 · Cavalier noir sur case noire b8 · Tour noire sur case noire f8 · Roi noir sur case blanche g8 · Pion noir sur case blanche f7 · Pion noir sur case blanche c6 · Pion noir sur case noire a5 · Pion noir sur case noire g5 · Dame blanche sur case blanche h5 · Pion blanc sur case blanche a4 · Pion noir sur case noire b4 · Dame noire sur case noire d4 · Cavalier noir sur case blanche e4 · Pion blanc sur case blanche g4 · Pion blanc sur case blanche h3 · Fou blanc sur case blanche a2 · Pion blanc sur case noire b2 · Pion noir sur case noire d2 · Roi blanc sur case blanche g2 · Cavalier blanc sur case noire c1 · Tour blanche sur case noire e1 · Tour blanche sur case blanche f1 | Tour noire sur case blanche a8 · Cavalier noir sur case noire b8 · Tour noire sur case noire f8 · Roi noir sur case blanche g8 · Pion noir sur case blanche f7 · Pion noir sur case blanche c6 · Pion noir sur case noire a5 · Pion noir sur case noire g5 · Dame blanche sur case blanche h5 · Pion blanc sur case blanche a4 · Pion noir sur case noire b4 · Dame noire sur case noire d4 · Cavalier noir sur case blanche e4 · Pion blanc sur case blanche g4 · Pion blanc sur case blanche h3 · Fou blanc sur case blanche a2 · Pion blanc sur case noire b2 · Pion noir sur case noire d2 · Roi blanc sur case blanche g2 · Cavalier blanc sur case noire c1 · Tour blanche sur case noire e1 · Tour blanche sur case blanche f1 | Tour noire sur case blanche a8 · Cavalier noir sur case noire b8 · Tour noire sur case noire f8 · Roi noir sur case blanche g8 · Pion noir sur case blanche f7 · Pion noir sur case blanche c6 · Pion noir sur case noire a5 · Pion noir sur case noire g5 · Dame blanche sur case blanche h5 · Pion blanc sur case blanche a4 · Pion noir sur case noire b4 · Dame noire sur case noire d4 · Cavalier noir sur case blanche e4 · Pion blanc sur case blanche g4 · Pion blanc sur case blanche h3 · Fou blanc sur case blanche a2 · Pion blanc sur case noire b2 · Pion noir sur case noire d2 · Roi blanc sur case blanche g2 · Cavalier blanc sur case noire c1 · Tour blanche sur case noire e1 · Tour blanche sur case blanche f1 | Tour noire sur case blanche a8 · Cavalier noir sur case noire b8 · Tour noire sur case noire f8 · Roi noir sur case blanche g8 · Pion noir sur case blanche f7 · Pion noir sur case blanche c6 · Pion noir sur case noire a5 · Pion noir sur case noire g5 · Dame blanche sur case blanche h5 · Pion blanc sur case blanche a4 · Pion noir sur case noire b4 · Dame noire sur case noire d4 · Cavalier noir sur case blanche e4 · Pion blanc sur case blanche g4 · Pion blanc sur case blanche h3 · Fou blanc sur case blanche a2 · Pion blanc sur case noire b2 · Pion noir sur case noire d2 · Roi blanc sur case blanche g2 · Cavalier blanc sur case noire c1 · Tour blanche sur case noire e1 · Tour blanche sur case blanche f1 | Tour noire sur case blanche a8 · Cavalier noir sur case noire b8 · Tour noire sur case noire f8 · Roi noir sur case blanche g8 · Pion noir sur case blanche f7 · Pion noir sur case blanche c6 · Pion noir sur case noire a5 · Pion noir sur case noire g5 · Dame blanche sur case blanche h5 · Pion blanc sur case blanche a4 · Pion noir sur case noire b4 · Dame noire sur case noire d4 · Cavalier noir sur case blanche e4 · Pion blanc sur case blanche g4 · Pion blanc sur case blanche h3 · Fou blanc sur case blanche a2 · Pion blanc sur case noire b2 · Pion noir sur case noire d2 · Roi blanc sur case blanche g2 · Cavalier blanc sur case noire c1 · Tour blanche sur case noire e1 · Tour blanche sur case blanche f1 | 7 |
| 6 | Tour noire sur case blanche a8 · Cavalier noir sur case noire b8 · Tour noire sur case noire f8 · Roi noir sur case blanche g8 · Pion noir sur case blanche f7 · Pion noir sur case blanche c6 · Pion noir sur case noire a5 · Pion noir sur case noire g5 · Dame blanche sur case blanche h5 · Pion blanc sur case blanche a4 · Pion noir sur case noire b4 · Dame noire sur case noire d4 · Cavalier noir sur case blanche e4 · Pion blanc sur case blanche g4 · Pion blanc sur case blanche h3 · Fou blanc sur case blanche a2 · Pion blanc sur case noire b2 · Pion noir sur case noire d2 · Roi blanc sur case blanche g2 · Cavalier blanc sur case noire c1 · Tour blanche sur case noire e1 · Tour blanche sur case blanche f1 | Tour noire sur case blanche a8 · Cavalier noir sur case noire b8 · Tour noire sur case noire f8 · Roi noir sur case blanche g8 · Pion noir sur case blanche f7 · Pion noir sur case blanche c6 · Pion noir sur case noire a5 · Pion noir sur case noire g5 · Dame blanche sur case blanche h5 · Pion blanc sur case blanche a4 · Pion noir sur case noire b4 · Dame noire sur case noire d4 · Cavalier noir sur case blanche e4 · Pion blanc sur case blanche g4 · Pion blanc sur case blanche h3 · Fou blanc sur case blanche a2 · Pion blanc sur case noire b2 · Pion noir sur case noire d2 · Roi blanc sur case blanche g2 · Cavalier blanc sur case noire c1 · Tour blanche sur case noire e1 · Tour blanche sur case blanche f1 | Tour noire sur case blanche a8 · Cavalier noir sur case noire b8 · Tour noire sur case noire f8 · Roi noir sur case blanche g8 · Pion noir sur case blanche f7 · Pion noir sur case blanche c6 · Pion noir sur case noire a5 · Pion noir sur case noire g5 · Dame blanche sur case blanche h5 · Pion blanc sur case blanche a4 · Pion noir sur case noire b4 · Dame noire sur case noire d4 · Cavalier noir sur case blanche e4 · Pion blanc sur case blanche g4 · Pion blanc sur case blanche h3 · Fou blanc sur case blanche a2 · Pion blanc sur case noire b2 · Pion noir sur case noire d2 · Roi blanc sur case blanche g2 · Cavalier blanc sur case noire c1 · Tour blanche sur case noire e1 · Tour blanche sur case blanche f1 | Tour noire sur case blanche a8 · Cavalier noir sur case noire b8 · Tour noire sur case noire f8 · Roi noir sur case blanche g8 · Pion noir sur case blanche f7 · Pion noir sur case blanche c6 · Pion noir sur case noire a5 · Pion noir sur case noire g5 · Dame blanche sur case blanche h5 · Pion blanc sur case blanche a4 · Pion noir sur case noire b4 · Dame noire sur case noire d4 · Cavalier noir sur case blanche e4 · Pion blanc sur case blanche g4 · Pion blanc sur case blanche h3 · Fou blanc sur case blanche a2 · Pion blanc sur case noire b2 · Pion noir sur case noire d2 · Roi blanc sur case blanche g2 · Cavalier blanc sur case noire c1 · Tour blanche sur case noire e1 · Tour blanche sur case blanche f1 | Tour noire sur case blanche a8 · Cavalier noir sur case noire b8 · Tour noire sur case noire f8 · Roi noir sur case blanche g8 · Pion noir sur case blanche f7 · Pion noir sur case blanche c6 · Pion noir sur case noire a5 · Pion noir sur case noire g5 · Dame blanche sur case blanche h5 · Pion blanc sur case blanche a4 · Pion noir sur case noire b4 · Dame noire sur case noire d4 · Cavalier noir sur case blanche e4 · Pion blanc sur case blanche g4 · Pion blanc sur case blanche h3 · Fou blanc sur case blanche a2 · Pion blanc sur case noire b2 · Pion noir sur case noire d2 · Roi blanc sur case blanche g2 · Cavalier blanc sur case noire c1 · Tour blanche sur case noire e1 · Tour blanche sur case blanche f1 | Tour noire sur case blanche a8 · Cavalier noir sur case noire b8 · Tour noire sur case noire f8 · Roi noir sur case blanche g8 · Pion noir sur case blanche f7 · Pion noir sur case blanche c6 · Pion noir sur case noire a5 · Pion noir sur case noire g5 · Dame blanche sur case blanche h5 · Pion blanc sur case blanche a4 · Pion noir sur case noire b4 · Dame noire sur case noire d4 · Cavalier noir sur case blanche e4 · Pion blanc sur case blanche g4 · Pion blanc sur case blanche h3 · Fou blanc sur case blanche a2 · Pion blanc sur case noire b2 · Pion noir sur case noire d2 · Roi blanc sur case blanche g2 · Cavalier blanc sur case noire c1 · Tour blanche sur case noire e1 · Tour blanche sur case blanche f1 | Tour noire sur case blanche a8 · Cavalier noir sur case noire b8 · Tour noire sur case noire f8 · Roi noir sur case blanche g8 · Pion noir sur case blanche f7 · Pion noir sur case blanche c6 · Pion noir sur case noire a5 · Pion noir sur case noire g5 · Dame blanche sur case blanche h5 · Pion blanc sur case blanche a4 · Pion noir sur case noire b4 · Dame noire sur case noire d4 · Cavalier noir sur case blanche e4 · Pion blanc sur case blanche g4 · Pion blanc sur case blanche h3 · Fou blanc sur case blanche a2 · Pion blanc sur case noire b2 · Pion noir sur case noire d2 · Roi blanc sur case blanche g2 · Cavalier blanc sur case noire c1 · Tour blanche sur case noire e1 · Tour blanche sur case blanche f1 | Tour noire sur case blanche a8 · Cavalier noir sur case noire b8 · Tour noire sur case noire f8 · Roi noir sur case blanche g8 · Pion noir sur case blanche f7 · Pion noir sur case blanche c6 · Pion noir sur case noire a5 · Pion noir sur case noire g5 · Dame blanche sur case blanche h5 · Pion blanc sur case blanche a4 · Pion noir sur case noire b4 · Dame noire sur case noire d4 · Cavalier noir sur case blanche e4 · Pion blanc sur case blanche g4 · Pion blanc sur case blanche h3 · Fou blanc sur case blanche a2 · Pion blanc sur case noire b2 · Pion noir sur case noire d2 · Roi blanc sur case blanche g2 · Cavalier blanc sur case noire c1 · Tour blanche sur case noire e1 · Tour blanche sur case blanche f1 | 6 |
| 5 | Tour noire sur case blanche a8 · Cavalier noir sur case noire b8 · Tour noire sur case noire f8 · Roi noir sur case blanche g8 · Pion noir sur case blanche f7 · Pion noir sur case blanche c6 · Pion noir sur case noire a5 · Pion noir sur case noire g5 · Dame blanche sur case blanche h5 · Pion blanc sur case blanche a4 · Pion noir sur case noire b4 · Dame noire sur case noire d4 · Cavalier noir sur case blanche e4 · Pion blanc sur case blanche g4 · Pion blanc sur case blanche h3 · Fou blanc sur case blanche a2 · Pion blanc sur case noire b2 · Pion noir sur case noire d2 · Roi blanc sur case blanche g2 · Cavalier blanc sur case noire c1 · Tour blanche sur case noire e1 · Tour blanche sur case blanche f1 | Tour noire sur case blanche a8 · Cavalier noir sur case noire b8 · Tour noire sur case noire f8 · Roi noir sur case blanche g8 · Pion noir sur case blanche f7 · Pion noir sur case blanche c6 · Pion noir sur case noire a5 · Pion noir sur case noire g5 · Dame blanche sur case blanche h5 · Pion blanc sur case blanche a4 · Pion noir sur case noire b4 · Dame noire sur case noire d4 · Cavalier noir sur case blanche e4 · Pion blanc sur case blanche g4 · Pion blanc sur case blanche h3 · Fou blanc sur case blanche a2 · Pion blanc sur case noire b2 · Pion noir sur case noire d2 · Roi blanc sur case blanche g2 · Cavalier blanc sur case noire c1 · Tour blanche sur case noire e1 · Tour blanche sur case blanche f1 | Tour noire sur case blanche a8 · Cavalier noir sur case noire b8 · Tour noire sur case noire f8 · Roi noir sur case blanche g8 · Pion noir sur case blanche f7 · Pion noir sur case blanche c6 · Pion noir sur case noire a5 · Pion noir sur case noire g5 · Dame blanche sur case blanche h5 · Pion blanc sur case blanche a4 · Pion noir sur case noire b4 · Dame noire sur case noire d4 · Cavalier noir sur case blanche e4 · Pion blanc sur case blanche g4 · Pion blanc sur case blanche h3 · Fou blanc sur case blanche a2 · Pion blanc sur case noire b2 · Pion noir sur case noire d2 · Roi blanc sur case blanche g2 · Cavalier blanc sur case noire c1 · Tour blanche sur case noire e1 · Tour blanche sur case blanche f1 | Tour noire sur case blanche a8 · Cavalier noir sur case noire b8 · Tour noire sur case noire f8 · Roi noir sur case blanche g8 · Pion noir sur case blanche f7 · Pion noir sur case blanche c6 · Pion noir sur case noire a5 · Pion noir sur case noire g5 · Dame blanche sur case blanche h5 · Pion blanc sur case blanche a4 · Pion noir sur case noire b4 · Dame noire sur case noire d4 · Cavalier noir sur case blanche e4 · Pion blanc sur case blanche g4 · Pion blanc sur case blanche h3 · Fou blanc sur case blanche a2 · Pion blanc sur case noire b2 · Pion noir sur case noire d2 · Roi blanc sur case blanche g2 · Cavalier blanc sur case noire c1 · Tour blanche sur case noire e1 · Tour blanche sur case blanche f1 | Tour noire sur case blanche a8 · Cavalier noir sur case noire b8 · Tour noire sur case noire f8 · Roi noir sur case blanche g8 · Pion noir sur case blanche f7 · Pion noir sur case blanche c6 · Pion noir sur case noire a5 · Pion noir sur case noire g5 · Dame blanche sur case blanche h5 · Pion blanc sur case blanche a4 · Pion noir sur case noire b4 · Dame noire sur case noire d4 · Cavalier noir sur case blanche e4 · Pion blanc sur case blanche g4 · Pion blanc sur case blanche h3 · Fou blanc sur case blanche a2 · Pion blanc sur case noire b2 · Pion noir sur case noire d2 · Roi blanc sur case blanche g2 · Cavalier blanc sur case noire c1 · Tour blanche sur case noire e1 · Tour blanche sur case blanche f1 | Tour noire sur case blanche a8 · Cavalier noir sur case noire b8 · Tour noire sur case noire f8 · Roi noir sur case blanche g8 · Pion noir sur case blanche f7 · Pion noir sur case blanche c6 · Pion noir sur case noire a5 · Pion noir sur case noire g5 · Dame blanche sur case blanche h5 · Pion blanc sur case blanche a4 · Pion noir sur case noire b4 · Dame noire sur case noire d4 · Cavalier noir sur case blanche e4 · Pion blanc sur case blanche g4 · Pion blanc sur case blanche h3 · Fou blanc sur case blanche a2 · Pion blanc sur case noire b2 · Pion noir sur case noire d2 · Roi blanc sur case blanche g2 · Cavalier blanc sur case noire c1 · Tour blanche sur case noire e1 · Tour blanche sur case blanche f1 | Tour noire sur case blanche a8 · Cavalier noir sur case noire b8 · Tour noire sur case noire f8 · Roi noir sur case blanche g8 · Pion noir sur case blanche f7 · Pion noir sur case blanche c6 · Pion noir sur case noire a5 · Pion noir sur case noire g5 · Dame blanche sur case blanche h5 · Pion blanc sur case blanche a4 · Pion noir sur case noire b4 · Dame noire sur case noire d4 · Cavalier noir sur case blanche e4 · Pion blanc sur case blanche g4 · Pion blanc sur case blanche h3 · Fou blanc sur case blanche a2 · Pion blanc sur case noire b2 · Pion noir sur case noire d2 · Roi blanc sur case blanche g2 · Cavalier blanc sur case noire c1 · Tour blanche sur case noire e1 · Tour blanche sur case blanche f1 | Tour noire sur case blanche a8 · Cavalier noir sur case noire b8 · Tour noire sur case noire f8 · Roi noir sur case blanche g8 · Pion noir sur case blanche f7 · Pion noir sur case blanche c6 · Pion noir sur case noire a5 · Pion noir sur case noire g5 · Dame blanche sur case blanche h5 · Pion blanc sur case blanche a4 · Pion noir sur case noire b4 · Dame noire sur case noire d4 · Cavalier noir sur case blanche e4 · Pion blanc sur case blanche g4 · Pion blanc sur case blanche h3 · Fou blanc sur case blanche a2 · Pion blanc sur case noire b2 · Pion noir sur case noire d2 · Roi blanc sur case blanche g2 · Cavalier blanc sur case noire c1 · Tour blanche sur case noire e1 · Tour blanche sur case blanche f1 | 5 |
| 4 | Tour noire sur case blanche a8 · Cavalier noir sur case noire b8 · Tour noire sur case noire f8 · Roi noir sur case blanche g8 · Pion noir sur case blanche f7 · Pion noir sur case blanche c6 · Pion noir sur case noire a5 · Pion noir sur case noire g5 · Dame blanche sur case blanche h5 · Pion blanc sur case blanche a4 · Pion noir sur case noire b4 · Dame noire sur case noire d4 · Cavalier noir sur case blanche e4 · Pion blanc sur case blanche g4 · Pion blanc sur case blanche h3 · Fou blanc sur case blanche a2 · Pion blanc sur case noire b2 · Pion noir sur case noire d2 · Roi blanc sur case blanche g2 · Cavalier blanc sur case noire c1 · Tour blanche sur case noire e1 · Tour blanche sur case blanche f1 | Tour noire sur case blanche a8 · Cavalier noir sur case noire b8 · Tour noire sur case noire f8 · Roi noir sur case blanche g8 · Pion noir sur case blanche f7 · Pion noir sur case blanche c6 · Pion noir sur case noire a5 · Pion noir sur case noire g5 · Dame blanche sur case blanche h5 · Pion blanc sur case blanche a4 · Pion noir sur case noire b4 · Dame noire sur case noire d4 · Cavalier noir sur case blanche e4 · Pion blanc sur case blanche g4 · Pion blanc sur case blanche h3 · Fou blanc sur case blanche a2 · Pion blanc sur case noire b2 · Pion noir sur case noire d2 · Roi blanc sur case blanche g2 · Cavalier blanc sur case noire c1 · Tour blanche sur case noire e1 · Tour blanche sur case blanche f1 | Tour noire sur case blanche a8 · Cavalier noir sur case noire b8 · Tour noire sur case noire f8 · Roi noir sur case blanche g8 · Pion noir sur case blanche f7 · Pion noir sur case blanche c6 · Pion noir sur case noire a5 · Pion noir sur case noire g5 · Dame blanche sur case blanche h5 · Pion blanc sur case blanche a4 · Pion noir sur case noire b4 · Dame noire sur case noire d4 · Cavalier noir sur case blanche e4 · Pion blanc sur case blanche g4 · Pion blanc sur case blanche h3 · Fou blanc sur case blanche a2 · Pion blanc sur case noire b2 · Pion noir sur case noire d2 · Roi blanc sur case blanche g2 · Cavalier blanc sur case noire c1 · Tour blanche sur case noire e1 · Tour blanche sur case blanche f1 | Tour noire sur case blanche a8 · Cavalier noir sur case noire b8 · Tour noire sur case noire f8 · Roi noir sur case blanche g8 · Pion noir sur case blanche f7 · Pion noir sur case blanche c6 · Pion noir sur case noire a5 · Pion noir sur case noire g5 · Dame blanche sur case blanche h5 · Pion blanc sur case blanche a4 · Pion noir sur case noire b4 · Dame noire sur case noire d4 · Cavalier noir sur case blanche e4 · Pion blanc sur case blanche g4 · Pion blanc sur case blanche h3 · Fou blanc sur case blanche a2 · Pion blanc sur case noire b2 · Pion noir sur case noire d2 · Roi blanc sur case blanche g2 · Cavalier blanc sur case noire c1 · Tour blanche sur case noire e1 · Tour blanche sur case blanche f1 | Tour noire sur case blanche a8 · Cavalier noir sur case noire b8 · Tour noire sur case noire f8 · Roi noir sur case blanche g8 · Pion noir sur case blanche f7 · Pion noir sur case blanche c6 · Pion noir sur case noire a5 · Pion noir sur case noire g5 · Dame blanche sur case blanche h5 · Pion blanc sur case blanche a4 · Pion noir sur case noire b4 · Dame noire sur case noire d4 · Cavalier noir sur case blanche e4 · Pion blanc sur case blanche g4 · Pion blanc sur case blanche h3 · Fou blanc sur case blanche a2 · Pion blanc sur case noire b2 · Pion noir sur case noire d2 · Roi blanc sur case blanche g2 · Cavalier blanc sur case noire c1 · Tour blanche sur case noire e1 · Tour blanche sur case blanche f1 | Tour noire sur case blanche a8 · Cavalier noir sur case noire b8 · Tour noire sur case noire f8 · Roi noir sur case blanche g8 · Pion noir sur case blanche f7 · Pion noir sur case blanche c6 · Pion noir sur case noire a5 · Pion noir sur case noire g5 · Dame blanche sur case blanche h5 · Pion blanc sur case blanche a4 · Pion noir sur case noire b4 · Dame noire sur case noire d4 · Cavalier noir sur case blanche e4 · Pion blanc sur case blanche g4 · Pion blanc sur case blanche h3 · Fou blanc sur case blanche a2 · Pion blanc sur case noire b2 · Pion noir sur case noire d2 · Roi blanc sur case blanche g2 · Cavalier blanc sur case noire c1 · Tour blanche sur case noire e1 · Tour blanche sur case blanche f1 | Tour noire sur case blanche a8 · Cavalier noir sur case noire b8 · Tour noire sur case noire f8 · Roi noir sur case blanche g8 · Pion noir sur case blanche f7 · Pion noir sur case blanche c6 · Pion noir sur case noire a5 · Pion noir sur case noire g5 · Dame blanche sur case blanche h5 · Pion blanc sur case blanche a4 · Pion noir sur case noire b4 · Dame noire sur case noire d4 · Cavalier noir sur case blanche e4 · Pion blanc sur case blanche g4 · Pion blanc sur case blanche h3 · Fou blanc sur case blanche a2 · Pion blanc sur case noire b2 · Pion noir sur case noire d2 · Roi blanc sur case blanche g2 · Cavalier blanc sur case noire c1 · Tour blanche sur case noire e1 · Tour blanche sur case blanche f1 | Tour noire sur case blanche a8 · Cavalier noir sur case noire b8 · Tour noire sur case noire f8 · Roi noir sur case blanche g8 · Pion noir sur case blanche f7 · Pion noir sur case blanche c6 · Pion noir sur case noire a5 · Pion noir sur case noire g5 · Dame blanche sur case blanche h5 · Pion blanc sur case blanche a4 · Pion noir sur case noire b4 · Dame noire sur case noire d4 · Cavalier noir sur case blanche e4 · Pion blanc sur case blanche g4 · Pion blanc sur case blanche h3 · Fou blanc sur case blanche a2 · Pion blanc sur case noire b2 · Pion noir sur case noire d2 · Roi blanc sur case blanche g2 · Cavalier blanc sur case noire c1 · Tour blanche sur case noire e1 · Tour blanche sur case blanche f1 | 4 |
| 3 | Tour noire sur case blanche a8 · Cavalier noir sur case noire b8 · Tour noire sur case noire f8 · Roi noir sur case blanche g8 · Pion noir sur case blanche f7 · Pion noir sur case blanche c6 · Pion noir sur case noire a5 · Pion noir sur case noire g5 · Dame blanche sur case blanche h5 · Pion blanc sur case blanche a4 · Pion noir sur case noire b4 · Dame noire sur case noire d4 · Cavalier noir sur case blanche e4 · Pion blanc sur case blanche g4 · Pion blanc sur case blanche h3 · Fou blanc sur case blanche a2 · Pion blanc sur case noire b2 · Pion noir sur case noire d2 · Roi blanc sur case blanche g2 · Cavalier blanc sur case noire c1 · Tour blanche sur case noire e1 · Tour blanche sur case blanche f1 | Tour noire sur case blanche a8 · Cavalier noir sur case noire b8 · Tour noire sur case noire f8 · Roi noir sur case blanche g8 · Pion noir sur case blanche f7 · Pion noir sur case blanche c6 · Pion noir sur case noire a5 · Pion noir sur case noire g5 · Dame blanche sur case blanche h5 · Pion blanc sur case blanche a4 · Pion noir sur case noire b4 · Dame noire sur case noire d4 · Cavalier noir sur case blanche e4 · Pion blanc sur case blanche g4 · Pion blanc sur case blanche h3 · Fou blanc sur case blanche a2 · Pion blanc sur case noire b2 · Pion noir sur case noire d2 · Roi blanc sur case blanche g2 · Cavalier blanc sur case noire c1 · Tour blanche sur case noire e1 · Tour blanche sur case blanche f1 | Tour noire sur case blanche a8 · Cavalier noir sur case noire b8 · Tour noire sur case noire f8 · Roi noir sur case blanche g8 · Pion noir sur case blanche f7 · Pion noir sur case blanche c6 · Pion noir sur case noire a5 · Pion noir sur case noire g5 · Dame blanche sur case blanche h5 · Pion blanc sur case blanche a4 · Pion noir sur case noire b4 · Dame noire sur case noire d4 · Cavalier noir sur case blanche e4 · Pion blanc sur case blanche g4 · Pion blanc sur case blanche h3 · Fou blanc sur case blanche a2 · Pion blanc sur case noire b2 · Pion noir sur case noire d2 · Roi blanc sur case blanche g2 · Cavalier blanc sur case noire c1 · Tour blanche sur case noire e1 · Tour blanche sur case blanche f1 | Tour noire sur case blanche a8 · Cavalier noir sur case noire b8 · Tour noire sur case noire f8 · Roi noir sur case blanche g8 · Pion noir sur case blanche f7 · Pion noir sur case blanche c6 · Pion noir sur case noire a5 · Pion noir sur case noire g5 · Dame blanche sur case blanche h5 · Pion blanc sur case blanche a4 · Pion noir sur case noire b4 · Dame noire sur case noire d4 · Cavalier noir sur case blanche e4 · Pion blanc sur case blanche g4 · Pion blanc sur case blanche h3 · Fou blanc sur case blanche a2 · Pion blanc sur case noire b2 · Pion noir sur case noire d2 · Roi blanc sur case blanche g2 · Cavalier blanc sur case noire c1 · Tour blanche sur case noire e1 · Tour blanche sur case blanche f1 | Tour noire sur case blanche a8 · Cavalier noir sur case noire b8 · Tour noire sur case noire f8 · Roi noir sur case blanche g8 · Pion noir sur case blanche f7 · Pion noir sur case blanche c6 · Pion noir sur case noire a5 · Pion noir sur case noire g5 · Dame blanche sur case blanche h5 · Pion blanc sur case blanche a4 · Pion noir sur case noire b4 · Dame noire sur case noire d4 · Cavalier noir sur case blanche e4 · Pion blanc sur case blanche g4 · Pion blanc sur case blanche h3 · Fou blanc sur case blanche a2 · Pion blanc sur case noire b2 · Pion noir sur case noire d2 · Roi blanc sur case blanche g2 · Cavalier blanc sur case noire c1 · Tour blanche sur case noire e1 · Tour blanche sur case blanche f1 | Tour noire sur case blanche a8 · Cavalier noir sur case noire b8 · Tour noire sur case noire f8 · Roi noir sur case blanche g8 · Pion noir sur case blanche f7 · Pion noir sur case blanche c6 · Pion noir sur case noire a5 · Pion noir sur case noire g5 · Dame blanche sur case blanche h5 · Pion blanc sur case blanche a4 · Pion noir sur case noire b4 · Dame noire sur case noire d4 · Cavalier noir sur case blanche e4 · Pion blanc sur case blanche g4 · Pion blanc sur case blanche h3 · Fou blanc sur case blanche a2 · Pion blanc sur case noire b2 · Pion noir sur case noire d2 · Roi blanc sur case blanche g2 · Cavalier blanc sur case noire c1 · Tour blanche sur case noire e1 · Tour blanche sur case blanche f1 | Tour noire sur case blanche a8 · Cavalier noir sur case noire b8 · Tour noire sur case noire f8 · Roi noir sur case blanche g8 · Pion noir sur case blanche f7 · Pion noir sur case blanche c6 · Pion noir sur case noire a5 · Pion noir sur case noire g5 · Dame blanche sur case blanche h5 · Pion blanc sur case blanche a4 · Pion noir sur case noire b4 · Dame noire sur case noire d4 · Cavalier noir sur case blanche e4 · Pion blanc sur case blanche g4 · Pion blanc sur case blanche h3 · Fou blanc sur case blanche a2 · Pion blanc sur case noire b2 · Pion noir sur case noire d2 · Roi blanc sur case blanche g2 · Cavalier blanc sur case noire c1 · Tour blanche sur case noire e1 · Tour blanche sur case blanche f1 | Tour noire sur case blanche a8 · Cavalier noir sur case noire b8 · Tour noire sur case noire f8 · Roi noir sur case blanche g8 · Pion noir sur case blanche f7 · Pion noir sur case blanche c6 · Pion noir sur case noire a5 · Pion noir sur case noire g5 · Dame blanche sur case blanche h5 · Pion blanc sur case blanche a4 · Pion noir sur case noire b4 · Dame noire sur case noire d4 · Cavalier noir sur case blanche e4 · Pion blanc sur case blanche g4 · Pion blanc sur case blanche h3 · Fou blanc sur case blanche a2 · Pion blanc sur case noire b2 · Pion noir sur case noire d2 · Roi blanc sur case blanche g2 · Cavalier blanc sur case noire c1 · Tour blanche sur case noire e1 · Tour blanche sur case blanche f1 | 3 |
| 2 | Tour noire sur case blanche a8 · Cavalier noir sur case noire b8 · Tour noire sur case noire f8 · Roi noir sur case blanche g8 · Pion noir sur case blanche f7 · Pion noir sur case blanche c6 · Pion noir sur case noire a5 · Pion noir sur case noire g5 · Dame blanche sur case blanche h5 · Pion blanc sur case blanche a4 · Pion noir sur case noire b4 · Dame noire sur case noire d4 · Cavalier noir sur case blanche e4 · Pion blanc sur case blanche g4 · Pion blanc sur case blanche h3 · Fou blanc sur case blanche a2 · Pion blanc sur case noire b2 · Pion noir sur case noire d2 · Roi blanc sur case blanche g2 · Cavalier blanc sur case noire c1 · Tour blanche sur case noire e1 · Tour blanche sur case blanche f1 | Tour noire sur case blanche a8 · Cavalier noir sur case noire b8 · Tour noire sur case noire f8 · Roi noir sur case blanche g8 · Pion noir sur case blanche f7 · Pion noir sur case blanche c6 · Pion noir sur case noire a5 · Pion noir sur case noire g5 · Dame blanche sur case blanche h5 · Pion blanc sur case blanche a4 · Pion noir sur case noire b4 · Dame noire sur case noire d4 · Cavalier noir sur case blanche e4 · Pion blanc sur case blanche g4 · Pion blanc sur case blanche h3 · Fou blanc sur case blanche a2 · Pion blanc sur case noire b2 · Pion noir sur case noire d2 · Roi blanc sur case blanche g2 · Cavalier blanc sur case noire c1 · Tour blanche sur case noire e1 · Tour blanche sur case blanche f1 | Tour noire sur case blanche a8 · Cavalier noir sur case noire b8 · Tour noire sur case noire f8 · Roi noir sur case blanche g8 · Pion noir sur case blanche f7 · Pion noir sur case blanche c6 · Pion noir sur case noire a5 · Pion noir sur case noire g5 · Dame blanche sur case blanche h5 · Pion blanc sur case blanche a4 · Pion noir sur case noire b4 · Dame noire sur case noire d4 · Cavalier noir sur case blanche e4 · Pion blanc sur case blanche g4 · Pion blanc sur case blanche h3 · Fou blanc sur case blanche a2 · Pion blanc sur case noire b2 · Pion noir sur case noire d2 · Roi blanc sur case blanche g2 · Cavalier blanc sur case noire c1 · Tour blanche sur case noire e1 · Tour blanche sur case blanche f1 | Tour noire sur case blanche a8 · Cavalier noir sur case noire b8 · Tour noire sur case noire f8 · Roi noir sur case blanche g8 · Pion noir sur case blanche f7 · Pion noir sur case blanche c6 · Pion noir sur case noire a5 · Pion noir sur case noire g5 · Dame blanche sur case blanche h5 · Pion blanc sur case blanche a4 · Pion noir sur case noire b4 · Dame noire sur case noire d4 · Cavalier noir sur case blanche e4 · Pion blanc sur case blanche g4 · Pion blanc sur case blanche h3 · Fou blanc sur case blanche a2 · Pion blanc sur case noire b2 · Pion noir sur case noire d2 · Roi blanc sur case blanche g2 · Cavalier blanc sur case noire c1 · Tour blanche sur case noire e1 · Tour blanche sur case blanche f1 | Tour noire sur case blanche a8 · Cavalier noir sur case noire b8 · Tour noire sur case noire f8 · Roi noir sur case blanche g8 · Pion noir sur case blanche f7 · Pion noir sur case blanche c6 · Pion noir sur case noire a5 · Pion noir sur case noire g5 · Dame blanche sur case blanche h5 · Pion blanc sur case blanche a4 · Pion noir sur case noire b4 · Dame noire sur case noire d4 · Cavalier noir sur case blanche e4 · Pion blanc sur case blanche g4 · Pion blanc sur case blanche h3 · Fou blanc sur case blanche a2 · Pion blanc sur case noire b2 · Pion noir sur case noire d2 · Roi blanc sur case blanche g2 · Cavalier blanc sur case noire c1 · Tour blanche sur case noire e1 · Tour blanche sur case blanche f1 | Tour noire sur case blanche a8 · Cavalier noir sur case noire b8 · Tour noire sur case noire f8 · Roi noir sur case blanche g8 · Pion noir sur case blanche f7 · Pion noir sur case blanche c6 · Pion noir sur case noire a5 · Pion noir sur case noire g5 · Dame blanche sur case blanche h5 · Pion blanc sur case blanche a4 · Pion noir sur case noire b4 · Dame noire sur case noire d4 · Cavalier noir sur case blanche e4 · Pion blanc sur case blanche g4 · Pion blanc sur case blanche h3 · Fou blanc sur case blanche a2 · Pion blanc sur case noire b2 · Pion noir sur case noire d2 · Roi blanc sur case blanche g2 · Cavalier blanc sur case noire c1 · Tour blanche sur case noire e1 · Tour blanche sur case blanche f1 | Tour noire sur case blanche a8 · Cavalier noir sur case noire b8 · Tour noire sur case noire f8 · Roi noir sur case blanche g8 · Pion noir sur case blanche f7 · Pion noir sur case blanche c6 · Pion noir sur case noire a5 · Pion noir sur case noire g5 · Dame blanche sur case blanche h5 · Pion blanc sur case blanche a4 · Pion noir sur case noire b4 · Dame noire sur case noire d4 · Cavalier noir sur case blanche e4 · Pion blanc sur case blanche g4 · Pion blanc sur case blanche h3 · Fou blanc sur case blanche a2 · Pion blanc sur case noire b2 · Pion noir sur case noire d2 · Roi blanc sur case blanche g2 · Cavalier blanc sur case noire c1 · Tour blanche sur case noire e1 · Tour blanche sur case blanche f1 | Tour noire sur case blanche a8 · Cavalier noir sur case noire b8 · Tour noire sur case noire f8 · Roi noir sur case blanche g8 · Pion noir sur case blanche f7 · Pion noir sur case blanche c6 · Pion noir sur case noire a5 · Pion noir sur case noire g5 · Dame blanche sur case blanche h5 · Pion blanc sur case blanche a4 · Pion noir sur case noire b4 · Dame noire sur case noire d4 · Cavalier noir sur case blanche e4 · Pion blanc sur case blanche g4 · Pion blanc sur case blanche h3 · Fou blanc sur case blanche a2 · Pion blanc sur case noire b2 · Pion noir sur case noire d2 · Roi blanc sur case blanche g2 · Cavalier blanc sur case noire c1 · Tour blanche sur case noire e1 · Tour blanche sur case blanche f1 | 2 |
| 1 | Tour noire sur case blanche a8 · Cavalier noir sur case noire b8 · Tour noire sur case noire f8 · Roi noir sur case blanche g8 · Pion noir sur case blanche f7 · Pion noir sur case blanche c6 · Pion noir sur case noire a5 · Pion noir sur case noire g5 · Dame blanche sur case blanche h5 · Pion blanc sur case blanche a4 · Pion noir sur case noire b4 · Dame noire sur case noire d4 · Cavalier noir sur case blanche e4 · Pion blanc sur case blanche g4 · Pion blanc sur case blanche h3 · Fou blanc sur case blanche a2 · Pion blanc sur case noire b2 · Pion noir sur case noire d2 · Roi blanc sur case blanche g2 · Cavalier blanc sur case noire c1 · Tour blanche sur case noire e1 · Tour blanche sur case blanche f1 | Tour noire sur case blanche a8 · Cavalier noir sur case noire b8 · Tour noire sur case noire f8 · Roi noir sur case blanche g8 · Pion noir sur case blanche f7 · Pion noir sur case blanche c6 · Pion noir sur case noire a5 · Pion noir sur case noire g5 · Dame blanche sur case blanche h5 · Pion blanc sur case blanche a4 · Pion noir sur case noire b4 · Dame noire sur case noire d4 · Cavalier noir sur case blanche e4 · Pion blanc sur case blanche g4 · Pion blanc sur case blanche h3 · Fou blanc sur case blanche a2 · Pion blanc sur case noire b2 · Pion noir sur case noire d2 · Roi blanc sur case blanche g2 · Cavalier blanc sur case noire c1 · Tour blanche sur case noire e1 · Tour blanche sur case blanche f1 | Tour noire sur case blanche a8 · Cavalier noir sur case noire b8 · Tour noire sur case noire f8 · Roi noir sur case blanche g8 · Pion noir sur case blanche f7 · Pion noir sur case blanche c6 · Pion noir sur case noire a5 · Pion noir sur case noire g5 · Dame blanche sur case blanche h5 · Pion blanc sur case blanche a4 · Pion noir sur case noire b4 · Dame noire sur case noire d4 · Cavalier noir sur case blanche e4 · Pion blanc sur case blanche g4 · Pion blanc sur case blanche h3 · Fou blanc sur case blanche a2 · Pion blanc sur case noire b2 · Pion noir sur case noire d2 · Roi blanc sur case blanche g2 · Cavalier blanc sur case noire c1 · Tour blanche sur case noire e1 · Tour blanche sur case blanche f1 | Tour noire sur case blanche a8 · Cavalier noir sur case noire b8 · Tour noire sur case noire f8 · Roi noir sur case blanche g8 · Pion noir sur case blanche f7 · Pion noir sur case blanche c6 · Pion noir sur case noire a5 · Pion noir sur case noire g5 · Dame blanche sur case blanche h5 · Pion blanc sur case blanche a4 · Pion noir sur case noire b4 · Dame noire sur case noire d4 · Cavalier noir sur case blanche e4 · Pion blanc sur case blanche g4 · Pion blanc sur case blanche h3 · Fou blanc sur case blanche a2 · Pion blanc sur case noire b2 · Pion noir sur case noire d2 · Roi blanc sur case blanche g2 · Cavalier blanc sur case noire c1 · Tour blanche sur case noire e1 · Tour blanche sur case blanche f1 | Tour noire sur case blanche a8 · Cavalier noir sur case noire b8 · Tour noire sur case noire f8 · Roi noir sur case blanche g8 · Pion noir sur case blanche f7 · Pion noir sur case blanche c6 · Pion noir sur case noire a5 · Pion noir sur case noire g5 · Dame blanche sur case blanche h5 · Pion blanc sur case blanche a4 · Pion noir sur case noire b4 · Dame noire sur case noire d4 · Cavalier noir sur case blanche e4 · Pion blanc sur case blanche g4 · Pion blanc sur case blanche h3 · Fou blanc sur case blanche a2 · Pion blanc sur case noire b2 · Pion noir sur case noire d2 · Roi blanc sur case blanche g2 · Cavalier blanc sur case noire c1 · Tour blanche sur case noire e1 · Tour blanche sur case blanche f1 | Tour noire sur case blanche a8 · Cavalier noir sur case noire b8 · Tour noire sur case noire f8 · Roi noir sur case blanche g8 · Pion noir sur case blanche f7 · Pion noir sur case blanche c6 · Pion noir sur case noire a5 · Pion noir sur case noire g5 · Dame blanche sur case blanche h5 · Pion blanc sur case blanche a4 · Pion noir sur case noire b4 · Dame noire sur case noire d4 · Cavalier noir sur case blanche e4 · Pion blanc sur case blanche g4 · Pion blanc sur case blanche h3 · Fou blanc sur case blanche a2 · Pion blanc sur case noire b2 · Pion noir sur case noire d2 · Roi blanc sur case blanche g2 · Cavalier blanc sur case noire c1 · Tour blanche sur case noire e1 · Tour blanche sur case blanche f1 | Tour noire sur case blanche a8 · Cavalier noir sur case noire b8 · Tour noire sur case noire f8 · Roi noir sur case blanche g8 · Pion noir sur case blanche f7 · Pion noir sur case blanche c6 · Pion noir sur case noire a5 · Pion noir sur case noire g5 · Dame blanche sur case blanche h5 · Pion blanc sur case blanche a4 · Pion noir sur case noire b4 · Dame noire sur case noire d4 · Cavalier noir sur case blanche e4 · Pion blanc sur case blanche g4 · Pion blanc sur case blanche h3 · Fou blanc sur case blanche a2 · Pion blanc sur case noire b2 · Pion noir sur case noire d2 · Roi blanc sur case blanche g2 · Cavalier blanc sur case noire c1 · Tour blanche sur case noire e1 · Tour blanche sur case blanche f1 | Tour noire sur case blanche a8 · Cavalier noir sur case noire b8 · Tour noire sur case noire f8 · Roi noir sur case blanche g8 · Pion noir sur case blanche f7 · Pion noir sur case blanche c6 · Pion noir sur case noire a5 · Pion noir sur case noire g5 · Dame blanche sur case blanche h5 · Pion blanc sur case blanche a4 · Pion noir sur case noire b4 · Dame noire sur case noire d4 · Cavalier noir sur case blanche e4 · Pion blanc sur case blanche g4 · Pion blanc sur case blanche h3 · Fou blanc sur case blanche a2 · Pion blanc sur case noire b2 · Pion noir sur case noire d2 · Roi blanc sur case blanche g2 · Cavalier blanc sur case noire c1 · Tour blanche sur case noire e1 · Tour blanche sur case blanche f1 | 1 |
|   | a | b | c | d | e | f | g | h |   |

À ce stade de la compétition, les matches se disputent entre joueurs de niveaux très proches et deux stratégies émergent. Vladimir Malakhov et Sergey Karjakin jouent pleinement leurs parties longues et gagnent leurs matches contre, respectivement, Peter Svidler et Shakhriyar Mamedyarov. Dans les deux autres matches, les joueurs annulent rapidement les parties longues pour en découdre lors du départage. Boris Gelfand et Ruslan Ponomariov l'emportent tous deux, en cadence rapide, en trois parties seulement.
 Lumière sur : le gain de Malakhov
Lors de la première partie longue du match opposant Svidler à Malakhov, les deux adversaires jouent agressivement. Dans la position du diagramme, Svidler menace Fxf7+, suivi d'une attaque dévastatrice. Le pion d2 de Malakhov a l'air très dangereux, mais il ne servirait à rien même après dxc1D ou dxe1D. Cependant, les règles des échecs n'imposent pas de choisir une dame lors de la promotion.
31…dxe1C+!! 0-1 (les blancs abandonnent).
Grâce à cette sous-promotion avec échec, c'est l'attaque des noirs qui aboutit. Les blancs ne peuvent éviter de se faire mater rapidement.

### Demi-finales
Des erreurs inhabituelles de Sergey Karjakin, qui échoue à contenir l'attaque adverse dans la première partie et ne voit pas une petite combinaison dans la deuxième, permettent à Boris Gelfand de l'éliminer sèchement 2-0. Les parties longues entre Ruslan Ponomariov et Vladimir Malakhov sont toutes deux nulles, contrairement aux quatre parties de départages, toutes décisives. Ponomariov domine le match en cadence rapide et rejoint Gelfand en finale.

### Finale
La finale oppose Boris Gelfand, qui a le classement Elo le plus élevé des joueurs alignés au départ, à Ruslan Ponomariov, qui a remporté le championnat du monde 2002. Les deux premières parties en cadence longue sont des nulles courtes, les deux suivantes se terminent également par le partage du point. Boris Gelfand prend l'avantage dans la deuxième partie rapide des départages, mais Ponomariov égalise dans la quatrième. Le titre se joue donc en blitz en mini-match de deux parties. Gelfand remporte le premier blitz mais son adversaire égalise aussitôt. Dans le mini-match suivant le grand maître israélien s'impose 2-0 et remporte le titre.

## Résultats détaillés des premiers tours

### 1resection
|  | Huitièmes de finale    | Huitièmes de finale    |                        |                  | Quarts de finale | Quarts de finale |  |  | Demi-finales | Demi-finales |  |  | Finale | Finale |
|  | Huitièmes de finale    | Huitièmes de finale    |                        |                  | Quarts de finale | Quarts de finale |  |  | Demi-finales | Demi-finales |  |  | Finale | Finale |
|  |                        |                        |                        |                  |                  |                  |  |  |              |              |  |  |        |        |
|  |                        |                        |                        |                  |                  |                  |  |  |              |              |  |  |        |        |
|  |                        |                        |                        |                  |                  |                  |  |  |              |              |  |  |        |        |
|  | Boris Gelfand          | 1.5                    |                        |                  |                  |                  |  |  |              |              |  |  |        |        |
|  | Boris Gelfand          | 1.5                    |                        |                  |                  |                  |  |  |              |              |  |  |        |        |
|  | Andrei Obodchuk        | 0.5                    |                        |                  |                  |                  |  |  |              |              |  |  |        |        |
|  | Andrei Obodchuk        | 0.5                    | Boris Gelfand          | 1.5              |                  |                  |  |  |              |              |  |  |        |        |
|  |                        |                        | Boris Gelfand          | 1.5              |                  |                  |  |  |              |              |  |  |        |        |
|  |                        | Farroukh Amonatov      | 0.5                    |                  |                  |                  |  |  |              |              |  |  |        |        |
|  | Farroukh Amonatov      | Farroukh Amonatov      | 0.5                    | 1.5              |                  |                  |  |  |              |              |  |  |        |        |
|  | Farroukh Amonatov      |                        |                        | 1.5              |                  |                  |  |  |              |              |  |  |        |        |
|  | Sergueï Volkov         | 0.5                    |                        |                  |                  |                  |  |  |              |              |  |  |        |        |
|  | Sergueï Volkov         | 0.5                    | Boris Gelfand          | 3.5              |                  |                  |  |  |              |              |  |  |        |        |
|  |                        |                        | Boris Gelfand          | 3.5              |                  |                  |  |  |              |              |  |  |        |        |
|  |                        | Judit Polgár           | 1.5                    |                  |                  |                  |  |  |              |              |  |  |        |        |
|  | Judit Polgár           | Judit Polgár           | 1.5                    | gain par forfait |                  |                  |  |  |              |              |  |  |        |        |
|  | Judit Polgár           |                        |                        | gain par forfait |                  |                  |  |  |              |              |  |  |        |        |
|  | Duško Pavasovič        | forfait                |                        |                  |                  |                  |  |  |              |              |  |  |        |        |
|  | Duško Pavasovič        | forfait                | Judit Polgár           | 4.5              |                  |                  |  |  |              |              |  |  |        |        |
|  |                        |                        | Judit Polgár           | 4.5              |                  |                  |  |  |              |              |  |  |        |        |
|  |                        | Liviu-Dieter Nisipeanu | 3.5                    |                  |                  |                  |  |  |              |              |  |  |        |        |
|  | Liviu-Dieter Nisipeanu | Liviu-Dieter Nisipeanu | 3.5                    | 1.5              |                  |                  |  |  |              |              |  |  |        |        |
|  | Liviu-Dieter Nisipeanu |                        |                        | 1.5              |                  |                  |  |  |              |              |  |  |        |        |
|  | Constantin Lupulescu   | 0.5                    |                        |                  |                  |                  |  |  |              |              |  |  |        |        |
|  | Constantin Lupulescu   | 0.5                    | Boris Gelfand          | 4.5              |                  |                  |  |  |              |              |  |  |        |        |
|  |                        |                        | Boris Gelfand          | 4.5              |                  |                  |  |  |              |              |  |  |        |        |
|  |                        | Maxime Vachier-Lagrave | 3.5                    |                  |                  |                  |  |  |              |              |  |  |        |        |
|  | Sergei Movsesian       | Maxime Vachier-Lagrave | 3.5                    | 0.5              |                  |                  |  |  |              |              |  |  |        |        |
|  | Sergei Movsesian       |                        |                        | 0.5              |                  |                  |  |  |              |              |  |  |        |        |
|  | Yu Yangyi              | 1.5                    |                        |                  |                  |                  |  |  |              |              |  |  |        |        |
|  | Yu Yangyi              | 1.5                    | Yu Yangyi              | 1.5              |                  |                  |  |  |              |              |  |  |        |        |
|  |                        |                        | Yu Yangyi              | 1.5              |                  |                  |  |  |              |              |  |  |        |        |
|  |                        | Mateusz Bartel         | 0.5                    |                  |                  |                  |  |  |              |              |  |  |        |        |
|  | Boris Gratchev         | Mateusz Bartel         | 0.5                    | 3                |                  |                  |  |  |              |              |  |  |        |        |
|  | Boris Gratchev         |                        |                        | 3                |                  |                  |  |  |              |              |  |  |        |        |
|  | Mateusz Bartel         | 5                      |                        |                  |                  |                  |  |  |              |              |  |  |        |        |
|  | Mateusz Bartel         | 5                      | Yu Yangyi              | 0.5              |                  |                  |  |  |              |              |  |  |        |        |
|  |                        |                        | Yu Yangyi              | 0.5              |                  |                  |  |  |              |              |  |  |        |        |
|  |                        | Maxime Vachier-Lagrave | 1.5                    |                  |                  |                  |  |  |              |              |  |  |        |        |
|  | Maxime Vachier-Lagrave | Maxime Vachier-Lagrave | 1.5                    | 1.5              |                  |                  |  |  |              |              |  |  |        |        |
|  | Maxime Vachier-Lagrave |                        |                        | 1.5              |                  |                  |  |  |              |              |  |  |        |        |
|  | Yu Shaoteng            | 0.5                    |                        |                  |                  |                  |  |  |              |              |  |  |        |        |
|  | Yu Shaoteng            | 0.5                    | Maxime Vachier-Lagrave | 3.5              |                  |                  |  |  |              |              |  |  |        |        |
|  |                        |                        | Maxime Vachier-Lagrave | 3.5              |                  |                  |  |  |              |              |  |  |        |        |
|  |                        | Georg Meier            | 2.5                    |                  |                  |                  |  |  |              |              |  |  |        |        |
|  | Georg Meier            | Georg Meier            | 2.5                    | 1.5              |                  |                  |  |  |              |              |  |  |        |        |
|  | Georg Meier            |                        |                        | 1.5              |                  |                  |  |  |              |              |  |  |        |        |
|  | Tigran L. Petrossian   | 0.5                    |                        |                  |                  |                  |  |  |              |              |  |  |        |        |
|  | Tigran L. Petrossian   | 0.5                    |                        |                  |                  |                  |  |  |              |              |  |  |        |        |

### 2esection
|  | Huitièmes de finale    | Huitièmes de finale    |                    |     | Quarts de finale | Quarts de finale |  |  | Demi-finales | Demi-finales |  |  | Finale | Finale |
|  | Huitièmes de finale    | Huitièmes de finale    |                    |     | Quarts de finale | Quarts de finale |  |  | Demi-finales | Demi-finales |  |  | Finale | Finale |
|  |                        |                        |                    |     |                  |                  |  |  |              |              |  |  |        |        |
|  |                        |                        |                    |     |                  |                  |  |  |              |              |  |  |        |        |
|  |                        |                        |                    |     |                  |                  |  |  |              |              |  |  |        |        |
|  | Alexander Grischuk     | 1.5                    |                    |     |                  |                  |  |  |              |              |  |  |        |        |
|  | Alexander Grischuk     | 1.5                    |                    |     |                  |                  |  |  |              |              |  |  |        |        |
|  | Sriram Jha             | 0.5                    |                    |     |                  |                  |  |  |              |              |  |  |        |        |
|  | Sriram Jha             | 0.5                    | Alexander Grischuk | 1.5 |                  |                  |  |  |              |              |  |  |        |        |
|  |                        |                        | Alexander Grischuk | 1.5 |                  |                  |  |  |              |              |  |  |        |        |
|  |                        | Vladislav Tkachiev     | 0.5                |     |                  |                  |  |  |              |              |  |  |        |        |
|  | Vladislav Tkachiev     | Vladislav Tkachiev     | 0.5                | 3.5 |                  |                  |  |  |              |              |  |  |        |        |
|  | Vladislav Tkachiev     |                        |                    | 3.5 |                  |                  |  |  |              |              |  |  |        |        |
|  | Le Quang Liem          | 1.5                    |                    |     |                  |                  |  |  |              |              |  |  |        |        |
|  | Le Quang Liem          | 1.5                    | Alexander Grischuk | 5   |                  |                  |  |  |              |              |  |  |        |        |
|  |                        |                        | Alexander Grischuk | 5   |                  |                  |  |  |              |              |  |  |        |        |
|  |                        | Baadur Jobava          | 3                  |     |                  |                  |  |  |              |              |  |  |        |        |
|  | Baadur Jobava          | Baadur Jobava          | 3                  | 1.5 |                  |                  |  |  |              |              |  |  |        |        |
|  | Baadur Jobava          |                        |                    | 1.5 |                  |                  |  |  |              |              |  |  |        |        |
|  | Ray Robson             | 0.5                    |                    |     |                  |                  |  |  |              |              |  |  |        |        |
|  | Ray Robson             | 0.5                    | Baadur Jobava      | 1.5 |                  |                  |  |  |              |              |  |  |        |        |
|  |                        |                        | Baadur Jobava      | 1.5 |                  |                  |  |  |              |              |  |  |        |        |
|  |                        | Eduardo Iturrizaga     | 0.5                |     |                  |                  |  |  |              |              |  |  |        |        |
|  | Sergei Tiviakov        | Eduardo Iturrizaga     | 0.5                | 2.5 |                  |                  |  |  |              |              |  |  |        |        |
|  | Sergei Tiviakov        |                        |                    | 2.5 |                  |                  |  |  |              |              |  |  |        |        |
|  | Eduardo Iturrizaga     | 3.5                    |                    |     |                  |                  |  |  |              |              |  |  |        |        |
|  | Eduardo Iturrizaga     | 3.5                    | Alexander Grischuk | 3   |                  |                  |  |  |              |              |  |  |        |        |
|  |                        |                        | Alexander Grischuk | 3   |                  |                  |  |  |              |              |  |  |        |        |
|  |                        | Dmitry Jakovenko       | 5                  |     |                  |                  |  |  |              |              |  |  |        |        |
|  | Dmitry Jakovenko       | Dmitry Jakovenko       | 5                  | 1.5 |                  |                  |  |  |              |              |  |  |        |        |
|  | Dmitry Jakovenko       |                        |                    | 1.5 |                  |                  |  |  |              |              |  |  |        |        |
|  | Aimen Rizouk           | 0.5                    |                    |     |                  |                  |  |  |              |              |  |  |        |        |
|  | Aimen Rizouk           | 0.5                    | Dmitry Jakovenko   | 2   |                  |                  |  |  |              |              |  |  |        |        |
|  |                        |                        | Dmitry Jakovenko   | 2   |                  |                  |  |  |              |              |  |  |        |        |
|  |                        | Chanda Sandipan        | 0                  |     |                  |                  |  |  |              |              |  |  |        |        |
|  | Mikhaïl Kobalia        | Chanda Sandipan        | 0                  | 0.5 |                  |                  |  |  |              |              |  |  |        |        |
|  | Mikhaïl Kobalia        |                        |                    | 0.5 |                  |                  |  |  |              |              |  |  |        |        |
|  | Chanda Sandipan        | 1.5                    |                    |     |                  |                  |  |  |              |              |  |  |        |        |
|  | Chanda Sandipan        | 1.5                    | Dmitry Jakovenko   | 4   |                  |                  |  |  |              |              |  |  |        |        |
|  |                        |                        | Dmitry Jakovenko   | 4   |                  |                  |  |  |              |              |  |  |        |        |
|  |                        | Aleksandr Arechtchenko | 2                  |     |                  |                  |  |  |              |              |  |  |        |        |
|  | Sergei Rublevsky       | Aleksandr Arechtchenko | 2                  | 1.5 |                  |                  |  |  |              |              |  |  |        |        |
|  | Sergei Rublevsky       |                        |                    | 1.5 |                  |                  |  |  |              |              |  |  |        |        |
|  | Iván Morovic           | 0.5                    |                    |     |                  |                  |  |  |              |              |  |  |        |        |
|  | Iván Morovic           | 0.5                    | Sergei Rublevsky   | 2.5 |                  |                  |  |  |              |              |  |  |        |        |
|  |                        |                        | Sergei Rublevsky   | 2.5 |                  |                  |  |  |              |              |  |  |        |        |
|  |                        | Aleksandr Arechtchenko | 3.5                |     |                  |                  |  |  |              |              |  |  |        |        |
|  | Aleksandr Arechtchenko | Aleksandr Arechtchenko | 3.5                | 1.5 |                  |                  |  |  |              |              |  |  |        |        |
|  | Aleksandr Arechtchenko |                        |                    | 1.5 |                  |                  |  |  |              |              |  |  |        |        |
|  | Fidel Corrales Jiménez | 0.5                    |                    |     |                  |                  |  |  |              |              |  |  |        |        |
|  | Fidel Corrales Jiménez | 0.5                    |                    |     |                  |                  |  |  |              |              |  |  |        |        |

### 3esection
|  | Huitièmes de finale   | Huitièmes de finale   |                       |     | Quarts de finale | Quarts de finale |  |  | Demi-finales | Demi-finales |  |  | Finale | Finale |
|  | Huitièmes de finale   | Huitièmes de finale   |                       |     | Quarts de finale | Quarts de finale |  |  | Demi-finales | Demi-finales |  |  | Finale | Finale |
|  |                       |                       |                       |     |                  |                  |  |  |              |              |  |  |        |        |
|  |                       |                       |                       |     |                  |                  |  |  |              |              |  |  |        |        |
|  |                       |                       |                       |     |                  |                  |  |  |              |              |  |  |        |        |
|  | Aleksandr Morozevitch | 2                     |                       |     |                  |                  |  |  |              |              |  |  |        |        |
|  | Aleksandr Morozevitch | 2                     |                       |     |                  |                  |  |  |              |              |  |  |        |        |
|  | Khaled Abdel Razik    | 0                     |                       |     |                  |                  |  |  |              |              |  |  |        |        |
|  | Khaled Abdel Razik    | 0                     | Aleksandr Morozevitch | 0   |                  |                  |  |  |              |              |  |  |        |        |
|  |                       |                       | Aleksandr Morozevitch | 0   |                  |                  |  |  |              |              |  |  |        |        |
|  |                       | Viktor Láznička       | 2                     |     |                  |                  |  |  |              |              |  |  |        |        |
|  | Viktor Láznička       | Viktor Láznička       | 2                     | 1.5 |                  |                  |  |  |              |              |  |  |        |        |
|  | Viktor Láznička       |                       |                       | 1.5 |                  |                  |  |  |              |              |  |  |        |        |
|  | Ioánnis Papaïoánnou   | 0.5                   |                       |     |                  |                  |  |  |              |              |  |  |        |        |
|  | Ioánnis Papaïoánnou   | 0.5                   | Viktor Láznička       | 3.5 |                  |                  |  |  |              |              |  |  |        |        |
|  |                       |                       | Viktor Láznička       | 3.5 |                  |                  |  |  |              |              |  |  |        |        |
|  |                       | Viktor Bologan        | 1.5                   |     |                  |                  |  |  |              |              |  |  |        |        |
|  | Viktor Bologan        | Viktor Bologan        | 1.5                   | 1.5 |                  |                  |  |  |              |              |  |  |        |        |
|  | Viktor Bologan        |                       |                       | 1.5 |                  |                  |  |  |              |              |  |  |        |        |
|  | Ahmed Adly            | 0.5                   |                       |     |                  |                  |  |  |              |              |  |  |        |        |
|  | Ahmed Adly            | 0.5                   | Viktor Bologan        | 4   |                  |                  |  |  |              |              |  |  |        |        |
|  |                       |                       | Viktor Bologan        | 4   |                  |                  |  |  |              |              |  |  |        |        |
|  |                       | Ivan Cheparinov       | 2                     |     |                  |                  |  |  |              |              |  |  |        |        |
|  | Ivan Cheparinov       | Ivan Cheparinov       | 2                     | 3.5 |                  |                  |  |  |              |              |  |  |        |        |
|  | Ivan Cheparinov       |                       |                       | 3.5 |                  |                  |  |  |              |              |  |  |        |        |
|  | Youriï Kryvoroutchko  | 2.5                   |                       |     |                  |                  |  |  |              |              |  |  |        |        |
|  | Youriï Kryvoroutchko  | 2.5                   | Viktor Láznička       | 0.5 |                  |                  |  |  |              |              |  |  |        |        |
|  |                       |                       | Viktor Láznička       | 0.5 |                  |                  |  |  |              |              |  |  |        |        |
|  |                       | Shakhriyar Mamedyarov | 1.5                   |     |                  |                  |  |  |              |              |  |  |        |        |
|  | Shakhriyar Mamedyarov | Shakhriyar Mamedyarov | 1.5                   | 2   |                  |                  |  |  |              |              |  |  |        |        |
|  | Shakhriyar Mamedyarov |                       |                       | 2   |                  |                  |  |  |              |              |  |  |        |        |
|  | Alexandra Kosteniuk   | 0                     |                       |     |                  |                  |  |  |              |              |  |  |        |        |
|  | Alexandra Kosteniuk   | 0                     | Shakhriyar Mamedyarov | 2   |                  |                  |  |  |              |              |  |  |        |        |
|  |                       |                       | Shakhriyar Mamedyarov | 2   |                  |                  |  |  |              |              |  |  |        |        |
|  |                       | Vadim Milov           | 0                     |     |                  |                  |  |  |              |              |  |  |        |        |
|  | Vadim Milov           | Vadim Milov           | 0                     | 3.5 |                  |                  |  |  |              |              |  |  |        |        |
|  | Vadim Milov           |                       |                       | 3.5 |                  |                  |  |  |              |              |  |  |        |        |
|  | Parimarjan Negi       | 1.5                   |                       |     |                  |                  |  |  |              |              |  |  |        |        |
|  | Parimarjan Negi       | 1.5                   | Shakhriyar Mamedyarov | 1.5 |                  |                  |  |  |              |              |  |  |        |        |
|  |                       |                       | Shakhriyar Mamedyarov | 1.5 |                  |                  |  |  |              |              |  |  |        |        |
|  |                       | Wang Hao              | 0.5                   |     |                  |                  |  |  |              |              |  |  |        |        |
|  | Wang Hao              | Wang Hao              | 0.5                   | 2   |                  |                  |  |  |              |              |  |  |        |        |
|  | Wang Hao              |                       |                       | 2   |                  |                  |  |  |              |              |  |  |        |        |
|  | Joshua Friedel        | 0                     |                       |     |                  |                  |  |  |              |              |  |  |        |        |
|  | Joshua Friedel        | 0                     | Wang Hao              | 2   |                  |                  |  |  |              |              |  |  |        |        |
|  |                       |                       | Wang Hao              | 2   |                  |                  |  |  |              |              |  |  |        |        |
|  |                       | Surya Shekhar Ganguly | 0                     |     |                  |                  |  |  |              |              |  |  |        |        |
|  | Surya Shekhar Ganguly | Surya Shekhar Ganguly | 0                     | 2   |                  |                  |  |  |              |              |  |  |        |        |
|  | Surya Shekhar Ganguly |                       |                       | 2   |                  |                  |  |  |              |              |  |  |        |        |
|  | Anton Filippov        | 0                     |                       |     |                  |                  |  |  |              |              |  |  |        |        |
|  | Anton Filippov        | 0                     |                       |     |                  |                  |  |  |              |              |  |  |        |        |

### 4esection
|  | Huitièmes de finale | Huitièmes de finale |                    |     | Quarts de finale | Quarts de finale |  |  | Demi-finales | Demi-finales |  |  | Finale | Finale |
|  | Huitièmes de finale | Huitièmes de finale |                    |     | Quarts de finale | Quarts de finale |  |  | Demi-finales | Demi-finales |  |  | Finale | Finale |
|  |                     |                     |                    |     |                  |                  |  |  |              |              |  |  |        |        |
|  |                     |                     |                    |     |                  |                  |  |  |              |              |  |  |        |        |
|  |                     |                     |                    |     |                  |                  |  |  |              |              |  |  |        |        |
|  | Teimour Radjabov    | 2                   |                    |     |                  |                  |  |  |              |              |  |  |        |        |
|  | Teimour Radjabov    | 2                   |                    |     |                  |                  |  |  |              |              |  |  |        |        |
|  | Mohamed Ezat        | 0                   |                    |     |                  |                  |  |  |              |              |  |  |        |        |
|  | Mohamed Ezat        | 0                   | Teimour Radjabov   | 0.5 |                  |                  |  |  |              |              |  |  |        |        |
|  |                     |                     | Teimour Radjabov   | 0.5 |                  |                  |  |  |              |              |  |  |        |        |
|  |                     | Konstantin Sakaïev  | 1.5                |     |                  |                  |  |  |              |              |  |  |        |        |
|  | Julio Granda        | Konstantin Sakaïev  | 1.5                | 0.5 |                  |                  |  |  |              |              |  |  |        |        |
|  | Julio Granda        |                     |                    | 0.5 |                  |                  |  |  |              |              |  |  |        |        |
|  | Konstantin Sakaïev  | 1.5                 |                    |     |                  |                  |  |  |              |              |  |  |        |        |
|  | Konstantin Sakaïev  | 1.5                 | Konstantin Sakaïev | 0.5 |                  |                  |  |  |              |              |  |  |        |        |
|  |                     |                     | Konstantin Sakaïev | 0.5 |                  |                  |  |  |              |              |  |  |        |        |
|  |                     | Nikita Vitiugov     | 1.5                |     |                  |                  |  |  |              |              |  |  |        |        |
|  | Nikita Vitiugov     | Nikita Vitiugov     | 1.5                | 1.5 |                  |                  |  |  |              |              |  |  |        |        |
|  | Nikita Vitiugov     |                     |                    | 1.5 |                  |                  |  |  |              |              |  |  |        |        |
|  | Abhijeet Gupta      | 0.5                 |                    |     |                  |                  |  |  |              |              |  |  |        |        |
|  | Abhijeet Gupta      | 0.5                 | Nikita Vitiugov    | 4.5 |                  |                  |  |  |              |              |  |  |        |        |
|  |                     |                     | Nikita Vitiugov    | 4.5 |                  |                  |  |  |              |              |  |  |        |        |
|  |                     | Gilberto Milos      | 3.5                |     |                  |                  |  |  |              |              |  |  |        |        |
|  | Zahar Efimenko      | Gilberto Milos      | 3.5                | 0.5 |                  |                  |  |  |              |              |  |  |        |        |
|  | Zahar Efimenko      |                     |                    | 0.5 |                  |                  |  |  |              |              |  |  |        |        |
|  | Gilberto Milos      | 1.5                 |                    |     |                  |                  |  |  |              |              |  |  |        |        |
|  | Gilberto Milos      | 1.5                 | Nikita Vitiugov    | 0,5 |                  |                  |  |  |              |              |  |  |        |        |
|  |                     |                     | Nikita Vitiugov    | 0,5 |                  |                  |  |  |              |              |  |  |        |        |
|  |                     | Sergueï Kariakine   | 1,5                |     |                  |                  |  |  |              |              |  |  |        |        |
|  | Sergueï Kariakine   | Sergueï Kariakine   | 1,5                | 1.5 |                  |                  |  |  |              |              |  |  |        |        |
|  | Sergueï Kariakine   |                     |                    | 1.5 |                  |                  |  |  |              |              |  |  |        |        |
|  | Andrés Rodríguez    | 0.5                 |                    |     |                  |                  |  |  |              |              |  |  |        |        |
|  | Andrés Rodríguez    | 0.5                 | Sergueï Kariakine  | 3.5 |                  |                  |  |  |              |              |  |  |        |        |
|  |                     |                     | Sergueï Kariakine  | 3.5 |                  |                  |  |  |              |              |  |  |        |        |
|  |                     | Artiom Timofeïev    | 2.5                |     |                  |                  |  |  |              |              |  |  |        |        |
|  | Artiom Timofeïev    | Artiom Timofeïev    | 2.5                | 3.5 |                  |                  |  |  |              |              |  |  |        |        |
|  | Artiom Timofeïev    |                     |                    | 3.5 |                  |                  |  |  |              |              |  |  |        |        |
|  | Rafael Leitão       | 2.5                 |                    |     |                  |                  |  |  |              |              |  |  |        |        |
|  | Rafael Leitão       | 2.5                 | Sergueï Kariakine  | 4   |                  |                  |  |  |              |              |  |  |        |        |
|  |                     |                     | Sergueï Kariakine  | 4   |                  |                  |  |  |              |              |  |  |        |        |
|  |                     | David Navara        | 1                  |     |                  |                  |  |  |              |              |  |  |        |        |
|  | David Navara        | David Navara        | 1                  | 4   |                  |                  |  |  |              |              |  |  |        |        |
|  | David Navara        |                     |                    | 4   |                  |                  |  |  |              |              |  |  |        |        |
|  | Darwin Laylo        | 2                   |                    |     |                  |                  |  |  |              |              |  |  |        |        |
|  | Darwin Laylo        | 2                   | David Navara       | 3.5 |                  |                  |  |  |              |              |  |  |        |        |
|  |                     |                     | David Navara       | 3.5 |                  |                  |  |  |              |              |  |  |        |        |
|  |                     | Alexander Shabalov  | 2.5                |     |                  |                  |  |  |              |              |  |  |        |        |
|  | Vladimir Baklan     | Alexander Shabalov  | 2.5                | 3.5 |                  |                  |  |  |              |              |  |  |        |        |
|  | Vladimir Baklan     |                     |                    | 3.5 |                  |                  |  |  |              |              |  |  |        |        |
|  | Alexander Shabalov  | 4.5                 |                    |     |                  |                  |  |  |              |              |  |  |        |        |
|  | Alexander Shabalov  | 4.5                 |                    |     |                  |                  |  |  |              |              |  |  |        |        |

### 5esection
|  | Huitièmes de finale | Huitièmes de finale |                   |     | Quarts de finale | Quarts de finale |  |  | Demi-finales | Demi-finales |  |  | Finale | Finale |
|  | Huitièmes de finale | Huitièmes de finale |                   |     | Quarts de finale | Quarts de finale |  |  | Demi-finales | Demi-finales |  |  | Finale | Finale |
|  |                     |                     |                   |     |                  |                  |  |  |              |              |  |  |        |        |
|  |                     |                     |                   |     |                  |                  |  |  |              |              |  |  |        |        |
|  |                     |                     |                   |     |                  |                  |  |  |              |              |  |  |        |        |
|  | Vugar Gashimov      | 2                   |                   |     |                  |                  |  |  |              |              |  |  |        |        |
|  | Vugar Gashimov      | 2                   |                   |     |                  |                  |  |  |              |              |  |  |        |        |
|  | Walaa Sarwat        | 0                   |                   |     |                  |                  |  |  |              |              |  |  |        |        |
|  | Walaa Sarwat        | 0                   | Vugar Gashimov    | 1.5 |                  |                  |  |  |              |              |  |  |        |        |
|  |                     |                     | Vugar Gashimov    | 1.5 |                  |                  |  |  |              |              |  |  |        |        |
|  |                     | Zhou Jianchao       | 0.5               |     |                  |                  |  |  |              |              |  |  |        |        |
|  | Rauf Mamedov        | Zhou Jianchao       | 0.5               | 0.5 |                  |                  |  |  |              |              |  |  |        |        |
|  | Rauf Mamedov        |                     |                   | 0.5 |                  |                  |  |  |              |              |  |  |        |        |
|  | Zhou Jianchao       | 1.5                 |                   |     |                  |                  |  |  |              |              |  |  |        |        |
|  | Zhou Jianchao       | 1.5                 | Vugar Gashimov    | 3.5 |                  |                  |  |  |              |              |  |  |        |        |
|  |                     |                     | Vugar Gashimov    | 3.5 |                  |                  |  |  |              |              |  |  |        |        |
|  |                     | Li Chao             | 1.5               |     |                  |                  |  |  |              |              |  |  |        |        |
|  | Bu Xiangzhi         | Li Chao             | 1.5               | 0.5 |                  |                  |  |  |              |              |  |  |        |        |
|  | Bu Xiangzhi         |                     |                   | 0.5 |                  |                  |  |  |              |              |  |  |        |        |
|  | Yannick Pelletier   | 1.5                 |                   |     |                  |                  |  |  |              |              |  |  |        |        |
|  | Yannick Pelletier   | 1.5                 | Yannick Pelletier | 3.5 |                  |                  |  |  |              |              |  |  |        |        |
|  |                     |                     | Yannick Pelletier | 3.5 |                  |                  |  |  |              |              |  |  |        |        |
|  |                     | Li Chao             | 4.5               |     |                  |                  |  |  |              |              |  |  |        |        |
|  | Gabriel Sargissian  | Li Chao             | 4.5               | 3   |                  |                  |  |  |              |              |  |  |        |        |
|  | Gabriel Sargissian  |                     |                   | 3   |                  |                  |  |  |              |              |  |  |        |        |
|  | Li Chao             | 5                   |                   |     |                  |                  |  |  |              |              |  |  |        |        |
|  | Li Chao             | 5                   | Vugar Gashimov    | 3.5 |                  |                  |  |  |              |              |  |  |        |        |
|  |                     |                     | Vugar Gashimov    | 3.5 |                  |                  |  |  |              |              |  |  |        |        |
|  |                     | Fabiano Caruana     | 1.5               |     |                  |                  |  |  |              |              |  |  |        |        |
|  | Leinier Domínguez   | Fabiano Caruana     | 1.5               | 3.5 |                  |                  |  |  |              |              |  |  |        |        |
|  | Leinier Domínguez   |                     |                   | 3.5 |                  |                  |  |  |              |              |  |  |        |        |
|  | David Smerdon       | 2.5                 |                   |     |                  |                  |  |  |              |              |  |  |        |        |
|  | David Smerdon       | 2.5                 | Leinier Domínguez | 2.5 |                  |                  |  |  |              |              |  |  |        |        |
|  |                     |                     | Leinier Domínguez | 2.5 |                  |                  |  |  |              |              |  |  |        |        |
|  |                     | Fabiano Caruana     | 3.5               |     |                  |                  |  |  |              |              |  |  |        |        |
|  | Fabiano Caruana     | Fabiano Caruana     | 3.5               | 1.5 |                  |                  |  |  |              |              |  |  |        |        |
|  | Fabiano Caruana     |                     |                   | 1.5 |                  |                  |  |  |              |              |  |  |        |        |
|  | Lázaro Bruzón       | 0.5                 |                   |     |                  |                  |  |  |              |              |  |  |        |        |
|  | Lázaro Bruzón       | 0.5                 | Fabiano Caruana   | 3.5 |                  |                  |  |  |              |              |  |  |        |        |
|  |                     |                     | Fabiano Caruana   | 3.5 |                  |                  |  |  |              |              |  |  |        |        |
|  |                     | Evgueni Alekseïev   | 2.5               |     |                  |                  |  |  |              |              |  |  |        |        |
|  | Evgueni Alekseïev   | Evgueni Alekseïev   | 2.5               | 1.5 |                  |                  |  |  |              |              |  |  |        |        |
|  | Evgueni Alekseïev   |                     |                   | 1.5 |                  |                  |  |  |              |              |  |  |        |        |
|  | Alekseï Pridorojny  | 0.5                 |                   |     |                  |                  |  |  |              |              |  |  |        |        |
|  | Alekseï Pridorojny  | 0.5                 | Evgueni Alekseïev | 3.5 |                  |                  |  |  |              |              |  |  |        |        |
|  |                     |                     | Evgueni Alekseïev | 3.5 |                  |                  |  |  |              |              |  |  |        |        |
|  |                     | Laurent Fressinet   | 1.5               |     |                  |                  |  |  |              |              |  |  |        |        |
|  | Laurent Fressinet   | Laurent Fressinet   | 1.5               | 2   |                  |                  |  |  |              |              |  |  |        |        |
|  | Laurent Fressinet   |                     |                   | 2   |                  |                  |  |  |              |              |  |  |        |        |
|  | Sanan Siouguirov    | 0                   |                   |     |                  |                  |  |  |              |              |  |  |        |        |
|  | Sanan Siouguirov    | 0                   |                   |     |                  |                  |  |  |              |              |  |  |        |        |

### 6esection
|  | Huitièmes de finale | Huitièmes de finale |                    |     | Quarts de finale | Quarts de finale |  |  | Demi-finales | Demi-finales |  |  | Finale | Finale |
|  | Huitièmes de finale | Huitièmes de finale |                    |     | Quarts de finale | Quarts de finale |  |  | Demi-finales | Demi-finales |  |  | Finale | Finale |
|  |                     |                     |                    |     |                  |                  |  |  |              |              |  |  |        |        |
|  |                     |                     |                    |     |                  |                  |  |  |              |              |  |  |        |        |
|  |                     |                     |                    |     |                  |                  |  |  |              |              |  |  |        |        |
|  | Ruslan Ponomariov   | 1.5                 |                    |     |                  |                  |  |  |              |              |  |  |        |        |
|  | Ruslan Ponomariov   | 1.5                 |                    |     |                  |                  |  |  |              |              |  |  |        |        |
|  | Essam El-Gindy      | 0.5                 |                    |     |                  |                  |  |  |              |              |  |  |        |        |
|  | Essam El-Gindy      | 0.5                 | Ruslan Ponomariov  | 4   |                  |                  |  |  |              |              |  |  |        |        |
|  |                     |                     | Ruslan Ponomariov  | 4   |                  |                  |  |  |              |              |  |  |        |        |
|  |                     | Varuzhan Akobian    | 2                  |     |                  |                  |  |  |              |              |  |  |        |        |
|  | Pavel Tregoubov     | Varuzhan Akobian    | 2                  | 7   |                  |                  |  |  |              |              |  |  |        |        |
|  | Pavel Tregoubov     |                     |                    | 7   |                  |                  |  |  |              |              |  |  |        |        |
|  | Varuzhan Akobian    | 9                   |                    |     |                  |                  |  |  |              |              |  |  |        |        |
|  | Varuzhan Akobian    | 9                   | Ruslan Ponomariov  | 1.5 |                  |                  |  |  |              |              |  |  |        |        |
|  |                     |                     | Ruslan Ponomariov  | 1.5 |                  |                  |  |  |              |              |  |  |        |        |
|  |                     | Aleksandr Motyliov  | 0.5                |     |                  |                  |  |  |              |              |  |  |        |        |
|  | Aleksandr Motyliov  | Aleksandr Motyliov  | 0.5                | 1.5 |                  |                  |  |  |              |              |  |  |        |        |
|  | Aleksandr Motyliov  |                     |                    | 1.5 |                  |                  |  |  |              |              |  |  |        |        |
|  | Robert Hess         | 0.5                 |                    |     |                  |                  |  |  |              |              |  |  |        |        |
|  | Robert Hess         | 0.5                 | Aleksandr Motyliov | 1.5 |                  |                  |  |  |              |              |  |  |        |        |
|  |                     |                     | Aleksandr Motyliov | 1.5 |                  |                  |  |  |              |              |  |  |        |        |
|  |                     | ievgueni Naïer      | 0.5                |     |                  |                  |  |  |              |              |  |  |        |        |
|  | Ievgueni Naïer      | ievgueni Naïer      | 0.5                | 1.5 |                  |                  |  |  |              |              |  |  |        |        |
|  | Ievgueni Naïer      |                     |                    | 1.5 |                  |                  |  |  |              |              |  |  |        |        |
|  | Ehsan Ghaem Maghami | 0.5                 |                    |     |                  |                  |  |  |              |              |  |  |        |        |
|  | Ehsan Ghaem Maghami | 0.5                 | Ruslan Ponomariov  | 3.5 |                  |                  |  |  |              |              |  |  |        |        |
|  |                     |                     | Ruslan Ponomariov  | 3.5 |                  |                  |  |  |              |              |  |  |        |        |
|  |                     | Étienne Bacrot      | 2.5                |     |                  |                  |  |  |              |              |  |  |        |        |
|  | Wang Yue            | Étienne Bacrot      | 2.5                | 2   |                  |                  |  |  |              |              |  |  |        |        |
|  | Wang Yue            |                     |                    | 2   |                  |                  |  |  |              |              |  |  |        |        |
|  | Nikolaï Kabanov     | 0                   |                    |     |                  |                  |  |  |              |              |  |  |        |        |
|  | Nikolaï Kabanov     | 0                   | Wang Yue           | 2   |                  |                  |  |  |              |              |  |  |        |        |
|  |                     |                     | Wang Yue           | 2   |                  |                  |  |  |              |              |  |  |        |        |
|  |                     | Boris Savtchenko    | 0                  |     |                  |                  |  |  |              |              |  |  |        |        |
|  | Boris Savtchenko    | Boris Savtchenko    | 0                  | 4.5 |                  |                  |  |  |              |              |  |  |        |        |
|  | Boris Savtchenko    |                     |                    | 4.5 |                  |                  |  |  |              |              |  |  |        |        |
|  | Yuri Shulman        | 3.5                 |                    |     |                  |                  |  |  |              |              |  |  |        |        |
|  | Yuri Shulman        | 3.5                 | Wang Yue           | 1.5 |                  |                  |  |  |              |              |  |  |        |        |
|  |                     |                     | Wang Yue           | 1.5 |                  |                  |  |  |              |              |  |  |        |        |
|  |                     | Étienne Bacrot      | 3.5                |     |                  |                  |  |  |              |              |  |  |        |        |
|  | Étienne Bacrot      | Étienne Bacrot      | 3.5                | 3.5 |                  |                  |  |  |              |              |  |  |        |        |
|  | Étienne Bacrot      |                     |                    | 3.5 |                  |                  |  |  |              |              |  |  |        |        |
|  | Friso Nijboer       | 1.5                 |                    |     |                  |                  |  |  |              |              |  |  |        |        |
|  | Friso Nijboer       | 1.5                 | Étienne Bacrot     | 2   |                  |                  |  |  |              |              |  |  |        |        |
|  |                     |                     | Étienne Bacrot     | 2   |                  |                  |  |  |              |              |  |  |        |        |
|  |                     | Krishnan Sasikiran  | 0                  |     |                  |                  |  |  |              |              |  |  |        |        |
|  | Krishnan Sasikiran  | Krishnan Sasikiran  | 0                  | 3.5 |                  |                  |  |  |              |              |  |  |        |        |
|  | Krishnan Sasikiran  |                     |                    | 3.5 |                  |                  |  |  |              |              |  |  |        |        |
|  | Erwin l'Ami         | 1.5                 |                    |     |                  |                  |  |  |              |              |  |  |        |        |
|  | Erwin l'Ami         | 1.5                 |                    |     |                  |                  |  |  |              |              |  |  |        |        |

### 7esection
|  | Huitièmes de finale | Huitièmes de finale |                    |     | Quarts de finale | Quarts de finale |  |  | Demi-finales | Demi-finales |  |  | Finale | Finale |
|  | Huitièmes de finale | Huitièmes de finale |                    |     | Quarts de finale | Quarts de finale |  |  | Demi-finales | Demi-finales |  |  | Finale | Finale |
|  |                     |                     |                    |     |                  |                  |  |  |              |              |  |  |        |        |
|  |                     |                     |                    |     |                  |                  |  |  |              |              |  |  |        |        |
|  |                     |                     |                    |     |                  |                  |  |  |              |              |  |  |        |        |
|  | Peter Svidler       | 2                   |                    |     |                  |                  |  |  |              |              |  |  |        |        |
|  | Peter Svidler       | 2                   |                    |     |                  |                  |  |  |              |              |  |  |        |        |
|  | Jean Hébert         | 0                   |                    |     |                  |                  |  |  |              |              |  |  |        |        |
|  | Jean Hébert         | 0                   | Peter Svidler      | 3.5 |                  |                  |  |  |              |              |  |  |        |        |
|  |                     |                     | Peter Svidler      | 3.5 |                  |                  |  |  |              |              |  |  |        |        |
|  |                     | Tomi Nyback         | 1.5                |     |                  |                  |  |  |              |              |  |  |        |        |
|  | Dmitri Andreïkine   | Tomi Nyback         | 1.5                | 3.5 |                  |                  |  |  |              |              |  |  |        |        |
|  | Dmitri Andreïkine   |                     |                    | 3.5 |                  |                  |  |  |              |              |  |  |        |        |
|  | Tomi Nyback         | 4.5                 |                    |     |                  |                  |  |  |              |              |  |  |        |        |
|  | Tomi Nyback         | 4.5                 | Peter Svidler      | 5   |                  |                  |  |  |              |              |  |  |        |        |
|  |                     |                     | Peter Svidler      | 5   |                  |                  |  |  |              |              |  |  |        |        |
|  |                     | Arkadij Naiditsch   | 3                  |     |                  |                  |  |  |              |              |  |  |        |        |
|  | Arkadij Naiditsch   | Arkadij Naiditsch   | 3                  | 3.5 |                  |                  |  |  |              |              |  |  |        |        |
|  | Arkadij Naiditsch   |                     |                    | 3.5 |                  |                  |  |  |              |              |  |  |        |        |
|  | Hou Yifan           | 2.5                 |                    |     |                  |                  |  |  |              |              |  |  |        |        |
|  | Hou Yifan           | 2.5                 | Arkadij Naiditsch  | 1.5 |                  |                  |  |  |              |              |  |  |        |        |
|  |                     |                     | Arkadij Naiditsch  | 1.5 |                  |                  |  |  |              |              |  |  |        |        |
|  |                     | Alexander Onischuk  | 0.5                |     |                  |                  |  |  |              |              |  |  |        |        |
|  | Alexander Onischuk  | Alexander Onischuk  | 0.5                | 1.5 |                  |                  |  |  |              |              |  |  |        |        |
|  | Alexander Onischuk  |                     |                    | 1.5 |                  |                  |  |  |              |              |  |  |        |        |
|  | Diego Flores        | 0.5                 |                    |     |                  |                  |  |  |              |              |  |  |        |        |
|  | Diego Flores        | 0.5                 | Peter Svidler      | 1.5 |                  |                  |  |  |              |              |  |  |        |        |
|  |                     |                     | Peter Svidler      | 1.5 |                  |                  |  |  |              |              |  |  |        |        |
|  |                     | Alexei Shirov       | 0.5                |     |                  |                  |  |  |              |              |  |  |        |        |
|  | Alexei Shirov       | Alexei Shirov       | 0.5                | 1.5 |                  |                  |  |  |              |              |  |  |        |        |
|  | Alexei Shirov       |                     |                    | 1.5 |                  |                  |  |  |              |              |  |  |        |        |
|  | Abhijit Kunte       | 0.5                 |                    |     |                  |                  |  |  |              |              |  |  |        |        |
|  | Abhijit Kunte       | 0.5                 | Alexei Shirov      | 4   |                  |                  |  |  |              |              |  |  |        |        |
|  |                     |                     | Alexei Shirov      | 4   |                  |                  |  |  |              |              |  |  |        |        |
|  |                     | Sergueï Fedortchouk | 1                  |     |                  |                  |  |  |              |              |  |  |        |        |
|  | Ivan Sokolov        | Sergueï Fedortchouk | 1                  | 0   |                  |                  |  |  |              |              |  |  |        |        |
|  | Ivan Sokolov        |                     |                    | 0   |                  |                  |  |  |              |              |  |  |        |        |
|  | Sergueï Fedortchouk | 2                   |                    |     |                  |                  |  |  |              |              |  |  |        |        |
|  | Sergueï Fedortchouk | 2                   | Alexei Shirov      | 1.5 |                  |                  |  |  |              |              |  |  |        |        |
|  |                     |                     | Alexei Shirov      | 1.5 |                  |                  |  |  |              |              |  |  |        |        |
|  |                     | Evgeny Tomashevsky  | 0.5                |     |                  |                  |  |  |              |              |  |  |        |        |
|  | Evgeny Tomashevsky  | Evgeny Tomashevsky  | 0.5                | 1.5 |                  |                  |  |  |              |              |  |  |        |        |
|  | Evgeny Tomashevsky  |                     |                    | 1.5 |                  |                  |  |  |              |              |  |  |        |        |
|  | Alexander Ivanov    | 0.5                 |                    |     |                  |                  |  |  |              |              |  |  |        |        |
|  | Alexander Ivanov    | 0.5                 | Evgeny Tomashevsky | 3.5 |                  |                  |  |  |              |              |  |  |        |        |
|  |                     |                     | Evgeny Tomashevsky | 3.5 |                  |                  |  |  |              |              |  |  |        |        |
|  |                     | Alexander Khalifman | 2.5                |     |                  |                  |  |  |              |              |  |  |        |        |
|  | Alexandr Fier       | Alexander Khalifman | 2.5                | 2.5 |                  |                  |  |  |              |              |  |  |        |        |
|  | Alexandr Fier       |                     |                    | 2.5 |                  |                  |  |  |              |              |  |  |        |        |
|  | Alexander Khalifman | 3.5                 |                    |     |                  |                  |  |  |              |              |  |  |        |        |
|  | Alexander Khalifman | 3.5                 |                    |     |                  |                  |  |  |              |              |  |  |        |        |

### 8esection
|  | Huitièmes de finale | Huitièmes de finale |                    |     | Quarts de finale | Quarts de finale |  |  | Demi-finales | Demi-finales |  |  | Finale | Finale |
|  | Huitièmes de finale | Huitièmes de finale |                    |     | Quarts de finale | Quarts de finale |  |  | Demi-finales | Demi-finales |  |  | Finale | Finale |
|  |                     |                     |                    |     |                  |                  |  |  |              |              |  |  |        |        |
|  |                     |                     |                    |     |                  |                  |  |  |              |              |  |  |        |        |
|  |                     |                     |                    |     |                  |                  |  |  |              |              |  |  |        |        |
|  | Vassili Ivantchouk  | 2                   |                    |     |                  |                  |  |  |              |              |  |  |        |        |
|  | Vassili Ivantchouk  | 2                   |                    |     |                  |                  |  |  |              |              |  |  |        |        |
|  | Alekseï Bezgodov    | 0                   |                    |     |                  |                  |  |  |              |              |  |  |        |        |
|  | Alekseï Bezgodov    | 0                   | Vassili Ivantchouk | 0.5 |                  |                  |  |  |              |              |  |  |        |        |
|  |                     |                     | Vassili Ivantchouk | 0.5 |                  |                  |  |  |              |              |  |  |        |        |
|  |                     | Wesley So           | 1.5                |     |                  |                  |  |  |              |              |  |  |        |        |
|  | Wesley So           | Wesley So           | 1.5                | 4   |                  |                  |  |  |              |              |  |  |        |        |
|  | Wesley So           |                     |                    | 4   |                  |                  |  |  |              |              |  |  |        |        |
|  | Gadir Gousseinov    | 1                   |                    |     |                  |                  |  |  |              |              |  |  |        |        |
|  | Gadir Gousseinov    | 1                   | Wesley So          | 1.5 |                  |                  |  |  |              |              |  |  |        |        |
|  |                     |                     | Wesley So          | 1.5 |                  |                  |  |  |              |              |  |  |        |        |
|  |                     | Gata Kamsky         | 0.5                |     |                  |                  |  |  |              |              |  |  |        |        |
|  | Gata Kamsky         | Gata Kamsky         | 0.5                | 1.5 |                  |                  |  |  |              |              |  |  |        |        |
|  | Gata Kamsky         |                     |                    | 1.5 |                  |                  |  |  |              |              |  |  |        |        |
|  | Rogelio Antonio     | 0.5                 |                    |     |                  |                  |  |  |              |              |  |  |        |        |
|  | Rogelio Antonio     | 0.5                 | Gata Kamsky        | 1.5 |                  |                  |  |  |              |              |  |  |        |        |
|  |                     |                     | Gata Kamsky        | 1.5 |                  |                  |  |  |              |              |  |  |        |        |
|  |                     | Zhou Weiqi          | 0.5                |     |                  |                  |  |  |              |              |  |  |        |        |
|  | Emil Sutovsky       | Zhou Weiqi          | 0.5                | 1.5 |                  |                  |  |  |              |              |  |  |        |        |
|  | Emil Sutovsky       |                     |                    | 1.5 |                  |                  |  |  |              |              |  |  |        |        |
|  | Zhou Weiqi          | 3.5                 |                    |     |                  |                  |  |  |              |              |  |  |        |        |
|  | Zhou Weiqi          | 3.5                 | Wesley So          | 1   |                  |                  |  |  |              |              |  |  |        |        |
|  |                     |                     | Wesley So          | 1   |                  |                  |  |  |              |              |  |  |        |        |
|  |                     | Vladimir Malakhov   | 4                  |     |                  |                  |  |  |              |              |  |  |        |        |
|  | Pavel Eljanov       | Vladimir Malakhov   | 4                  | 1.5 |                  |                  |  |  |              |              |  |  |        |        |
|  | Pavel Eljanov       |                     |                    | 1.5 |                  |                  |  |  |              |              |  |  |        |        |
|  | Mohamad Al Sayed    | 0.5                 |                    |     |                  |                  |  |  |              |              |  |  |        |        |
|  | Mohamad Al Sayed    | 0.5                 | Pavel Eljanov      | 3.5 |                  |                  |  |  |              |              |  |  |        |        |
|  |                     |                     | Pavel Eljanov      | 3.5 |                  |                  |  |  |              |              |  |  |        |        |
|  |                     | Ernesto Inarkiev    | 2.5                |     |                  |                  |  |  |              |              |  |  |        |        |
|  | Ernesto Inarkiev    | Ernesto Inarkiev    | 2.5                | 3.5 |                  |                  |  |  |              |              |  |  |        |        |
|  | Ernesto Inarkiev    |                     |                    | 3.5 |                  |                  |  |  |              |              |  |  |        |        |
|  | Jan Gustafsson      | 1.5                 |                    |     |                  |                  |  |  |              |              |  |  |        |        |
|  | Jan Gustafsson      | 1.5                 | Pavel Eljanov      | 1   |                  |                  |  |  |              |              |  |  |        |        |
|  |                     |                     | Pavel Eljanov      | 1   |                  |                  |  |  |              |              |  |  |        |        |
|  |                     | Vladimir Malakhov   | 4                  |     |                  |                  |  |  |              |              |  |  |        |        |
|  | Vladimir Malakhov   | Vladimir Malakhov   | 4                  | 2   |                  |                  |  |  |              |              |  |  |        |        |
|  | Vladimir Malakhov   |                     |                    | 2   |                  |                  |  |  |              |              |  |  |        |        |
|  | Bassem Amin         | 0                   |                    |     |                  |                  |  |  |              |              |  |  |        |        |
|  | Bassem Amin         | 0                   | Vladimir Malakhov  | 3.5 |                  |                  |  |  |              |              |  |  |        |        |
|  |                     |                     | Vladimir Malakhov  | 3.5 |                  |                  |  |  |              |              |  |  |        |        |
|  |                     | Ilia Smirin         | 1.5                |     |                  |                  |  |  |              |              |  |  |        |        |
|  | Ilia Smirin         | Ilia Smirin         | 1.5                | 1.5 |                  |                  |  |  |              |              |  |  |        |        |
|  | Ilia Smirin         |                     |                    | 1.5 |                  |                  |  |  |              |              |  |  |        |        |
|  | Jaan Ehlvest        | 0.5                 |                    |     |                  |                  |  |  |              |              |  |  |        |        |
|  | Jaan Ehlvest        | 0.5                 |                    |     |                  |                  |  |  |              |              |  |  |        |        |